# Partido Social Democrático (2011)
O Partido Social Democrático (PSD) é um partido político brasileiro de centro fundado e registrado oficialmente em 2011. Em abril de 2025, o partido possuía 468.198 filiados, sendo São Paulo, Santa Catarina e Bahia os estados com mais membros. Apesar de ser, em número de filiados, o décimo sexto maior partido brasileiro, o PSD é o partido com mais senadores, o quarto com mais deputados federais, o com mais prefeitos e o terceiro com mais vereadores.
O partido se declara de centro e comumente se une a partidos de esquerda e de direita. Dessa forma, o partido conseguiu ter membros ocupando cargos em ministérios e importantes secretarias dos governos dos presidentes Dilma Rousseff, Michel Temer, Jair Bolsonaro e Luiz Inácio Lula da Silva. Por esses motivos, é comumente considerado um "partido pega-tudo" e parte do "Centrão".

## Princípios
Logo de sua fundação, o presidente nacional do partido, Gilberto Kassab (SP), afirmou: "Não será de direita, não será de esquerda, nem de centro". O propósito fundacional do PSD é a satisfação dos interesses da classe C que ascendera à posição de classe média durante os governos do Partido dos Trabalhadores. O então vice-presidente da legenda, Guilherme Affif Domingos (SP) redigiu um documento com 12 engajamentos partidários, dentre eles:
1. O desenvolvimento do país;
2. A liberdade;
3. A democracia e voto distrital;
4. O direito de propriedade e respeito aos contratos;
5. A igualdade de oportunidades;
6. A sustentabilidade e a inovação tecnológica;
7. A transparência e respeito ao cidadão contribuinte;
8. A liberdade de imprensa;
9. A livre associação;
10. A descentralização e subsidiariedade;
11. O livre comércio e defesa de valores;
12. A liberdade e responsabilidade individual.[24][25]

No entanto, segundo o cientista político Rui Maluf, a ausência de conteúdo programático específico, revela que o PSD possui a natureza organizacional tipicamente catch-all e que a sua fundação reflete a insatisfação dos seus quadros com os partidos anteriores — majoritariamente oriundos do partido Democratas.

## História

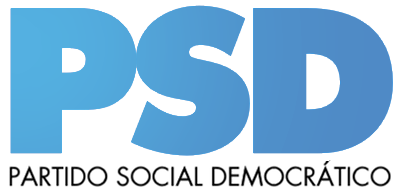
O primeiro logotipo do partido.

### Fundação
O Partido Social Democrático é produto direto do fortalecimento político do ex-prefeito de São Paulo, Gilberto Kassab, dentro da sua antiga sigla, o Democratas (originalmente, Partido da Frente Liberal). Eleito vice-prefeito na chapa de José Serra (PSDB-SP) nas Eleições Municipais de 2004, Kassab se tornou um grande quadro do PFL ao controlar a Prefeitura de São Paulo, seguindo a renúncia de Serra para concorrer às Eleições Estaduais de São Paulo em 2006. Na Eleição Municipal de 2008, o Democratas lança Kassab como candidato à Prefeitura em uma aliança com o PMDB — que indicou a vice-prefeita, Alda Marco Antônio.
O PSDB ficou divido em relação a Kassab, pois elementos próximos a José Serra favoreciam o demista, enquanto outros políticos importantes entendiam que os tucanos deveriam lançar um candidato próprio. Não obstante, Kassab conseguiu se eleger com o apoio do seu agrupamento e ultrapassou o ex-governador Geraldo Alckmin (PSDB-SP), disputando o segundo turno com Marta Suplicy (PT-SP).
A ruptura entre Kassab e as lideranças do DEM começa após as Eleições de 2010. Até então, o DEM vinha adotando uma postura de oposição sistemática ao Partido dos Trabalhadores e, assim, integrou o "Bloco Democrático-Reformista" com o PSDB e o PPS — uma coligação encabeçada por José Serra (PSDB-SP) na qual o DEM indicou o candidato à vice-Presidência, Indio da Costa (RJ). Acontece que, após a vitória de Dilma Rousseff (PT-RS) e a subsequente manutenção do partido na oposição, Kassab começa a advogar pelo relaxamento das posturas ideológicas do DEM.
O Prefeito de São Paulo, que já vinha se aproximando do PMDB e objetivava uma candidatura ao Governo de São Paulo em 2014, começa a articular um terceiro agrupamento político no seu estado alheio à histórica aliança entre PSDB e DEM. Assim, organiza-se um grupo de kassabistas que almejava mais controle sobre o partido e deflagra um conflito com a liderança nacional do DEM, à época presidido por Rodrigo Maia (RJ).

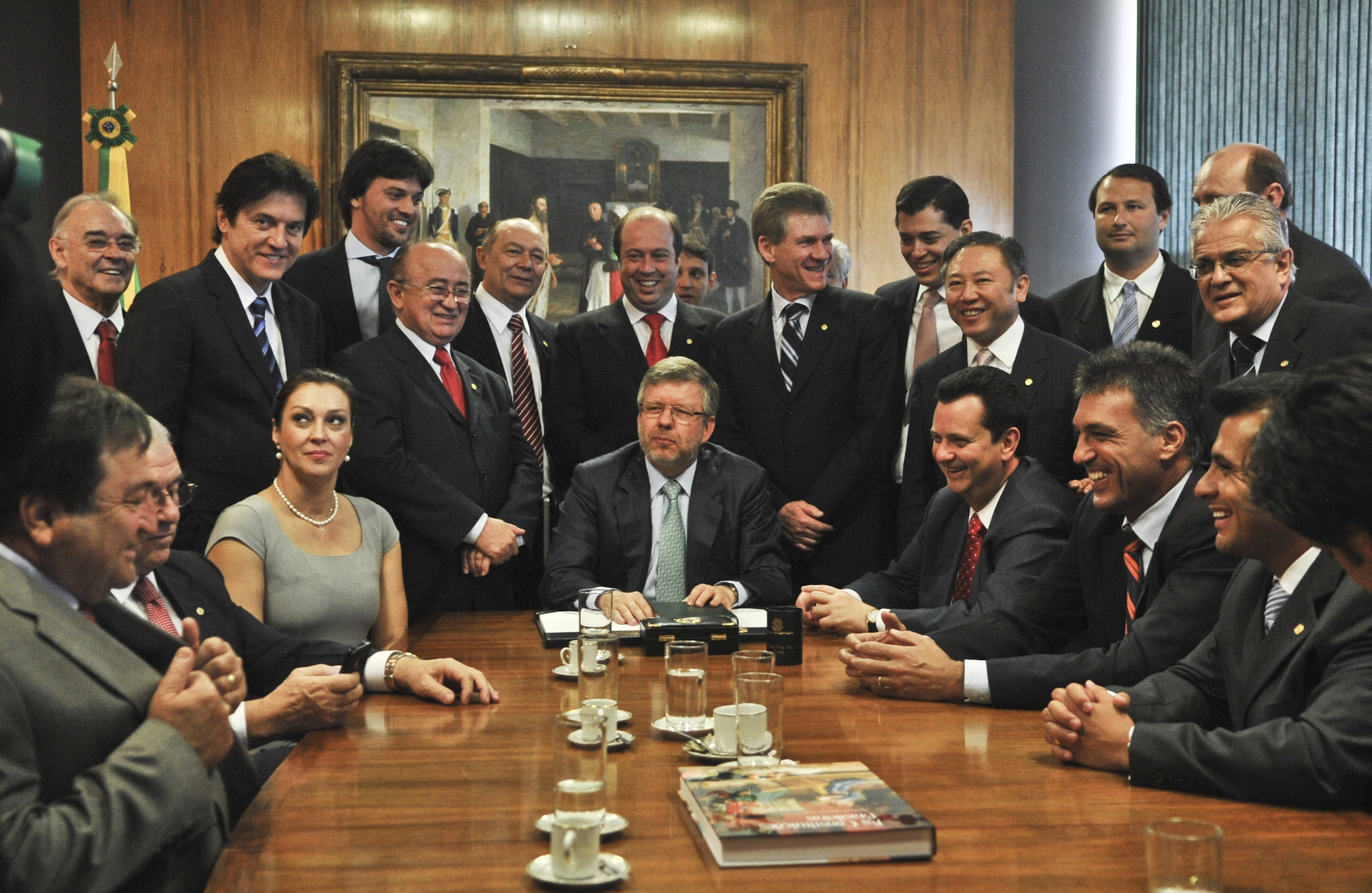
Presidente da Câmara dos Deputados, Marco Maia (PT-RS) recebe delegação do Partido Social Democrático.

Aliando-se a políticos importantes do DEM como Jorge Bornhausen (SC) e Guilherme Afif Domingos (SP), Kassab passou a exigir a antecipação da convenção nacional que escolheria o novo presidente do DEM. A liderança tentou negociar com Kassab, mas acabou cedendo e elegeu José Agripino Maia (RN) — um nome mais conciliatório — como presidente da sigla. Sem embargo, a saída de Kassab foi oficializada em 18 de março de 2011 e a dissidência se concretizou dois dias depois com a fundação do Partido Social Democrático (PSD). A esta nova agremiação, Kassab conseguiu atrair 17 deputados federais do DEM, além da Senadora Kátia Abreu (TO) e do Governador de Santa Catarina, Raimundo Colombo. Outros quadros importantes a deixar o DEM nesta época foram Indio da Costa, Guilherme Affif Domingos e Claudio Lembo (SP). O Democratas recorreu ao Tribunal Superior Eleitoral contra a criação da nova sigla, solicitando a remissão dos mandatos, porém sem êxito.
Membros de outros partidos também aderiram ao PSD que se propunha mais que um novo partido do Centrão, e sim uma opção de centro alternativa ao PMDB. Isso porque todo o movimento de fundação do partido recebeu grande patrocínio do Governo Dilma Rousseff que buscou enfraquecer a oposição ao mesmo tempo que reduzia o poder do PMDB, seu principal aliado e segunda maior bancada na Câmara dos Deputados.
Assim, membros fundadores do PSD provieram principalmente do DEM, PMN, PP, PSDB e PMDB; como: Omar Aziz (PMN-AM), Otto Alencar (PP-BA), Robinson Faria (PMN-RN), Fábio Faria (PMN-RN), Sergio Petecão (PMN-AC), Rômulo Gouveia (PSDB-PB), Rogério Rosso (PMDB-DF), entre outros.

### Governo Dilma Rousseff

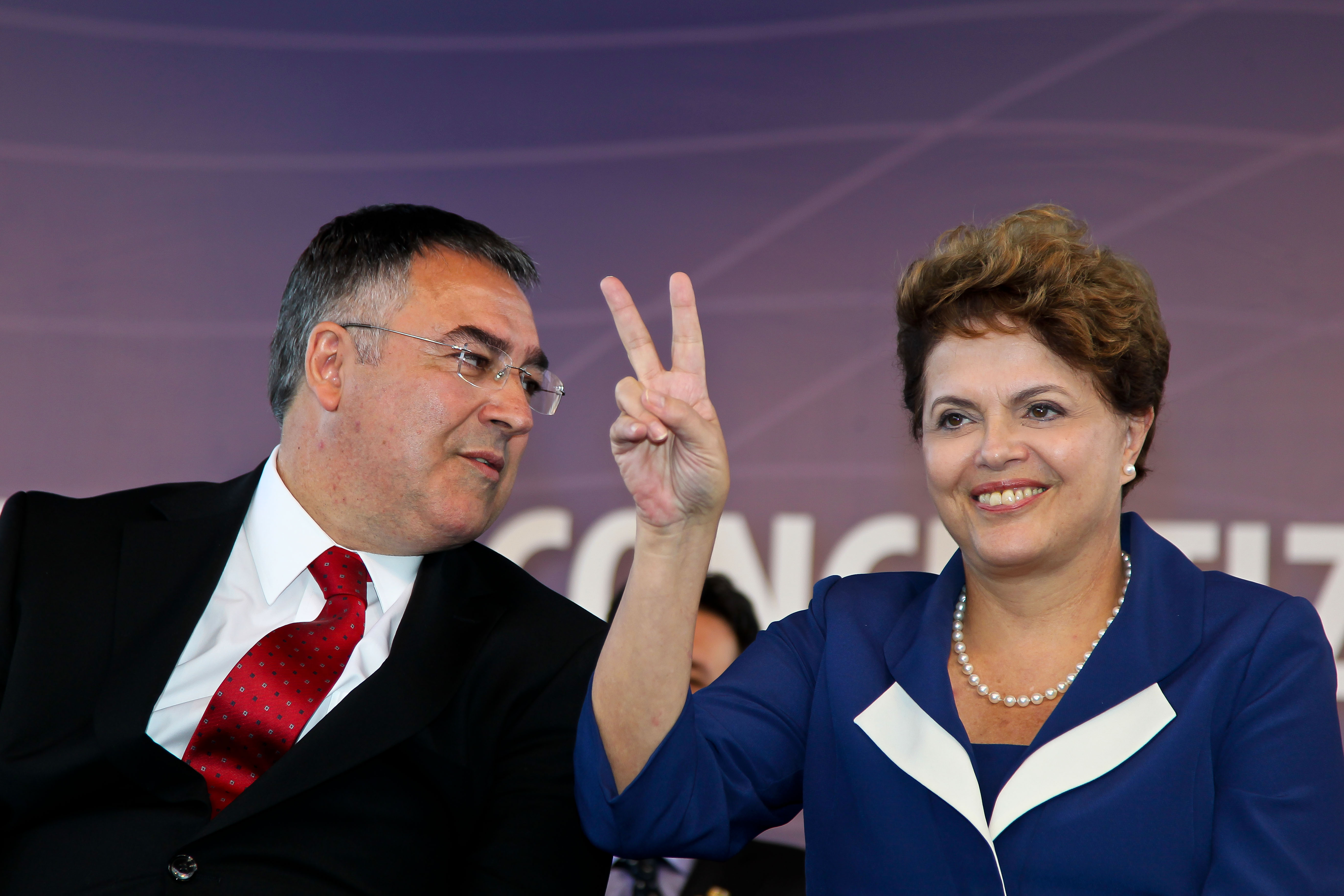
O governador Raimundo Colombo (PSD-SC) e presidente Dilma Rousseff (PT-RS) durante cerimônia de entrega de unidades habitacionais vinculadas ao programa "Minha Casa, Minha Vida" em Blumenau (SC).

Embora reunisse deputados advindos de diversos partidos, inclusive do DEM que compunha a oposição mais aguerrida ao Partido dos Trabalhadores, a bancada do PSD nasceu associada ao Governo Dilma Rousseff e seus parlamentares votavam de forma coesa em favor das diretrizes governistas. A posição de Gilberto Kassab como presidente do partido era bastante favorável, pois sua interlocução junto ao PSDB era histórica: tinha sido conduzido à prefeitura de São Paulo na chapa de José Serra e mantinha importantes alianças aos tucanos no estado. Por outro lado, o contexto da criação do partido, bem como o alinhamento imediato da bancada junto ao governo estabelecem vínculos imediatos com o grupo petista. Como resultado, em seus primeiros anos o PSD foi intensamente cortejado tanto pelo Governo como pela oposição.

O primeiro teste eleitoral do PSD foram as Municipais de 2012. Como o partido já nascera com 55 deputados federais, a terceira maior bancada do congresso nacional, dois senadores e dois governadores, polêmicas em torno das assinaturas para a fundação do partido e o ressentimento de muitas outras legendas com o Partido Social Democrático deflagraram intensos debates sobre o seu registro nacional no Tribunal Superior Eleitoral, possibilitando para que já em 2012 o partido recém-criado pudesse disputar as eleições municipais por todo o país. A atribuição do fundo eleitoral também foi controversa, pois o partido fundado após o pleito de 2010 receberia apenas a quantia residual de 5% dos recursos do fundo, embora possuísse uma bancada muito mais numerosa. O PSD buscou emplacar a tese jurídica de que os votos nominais dos seus candidatos deveriam ser computados em seu favor na distribuição das quantias — tese essa acolhida pela Justiça Eleitoral.

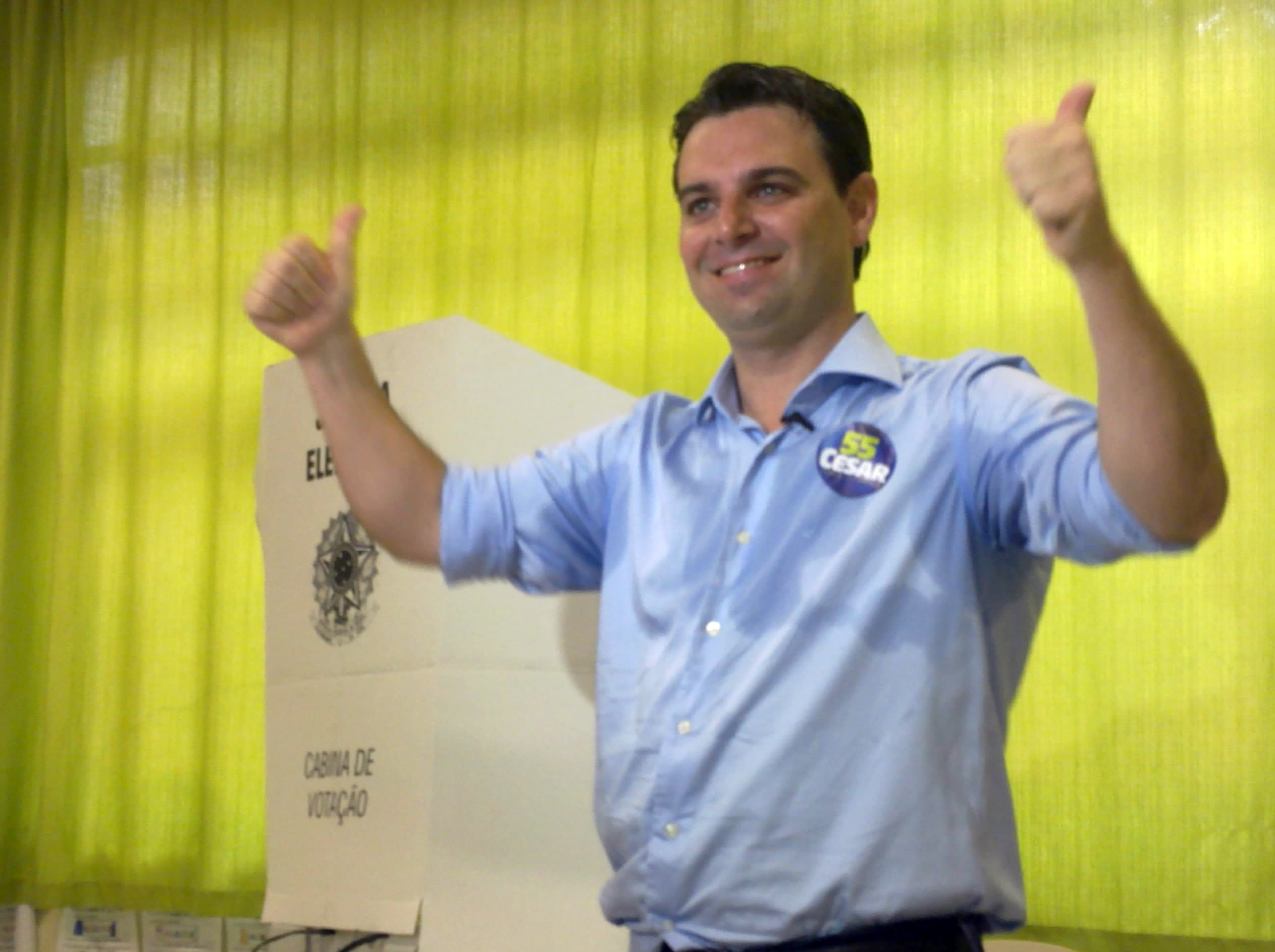
Cesar Souza Júnior, o primeiro prefeito de uma capital eleito pelo PSD. Na foto, Souza vota em Florianópolis (SC) utilizando adesivo com o número "55"

Após o primeiro turno das eleições municipais de 2012, o PSD obteve 494 prefeituras, colocando-se como o quarto partido que mais ganhou prefeituras. Também elegeu 4.602 vereadores distribuídos pelo país e 418 vice-prefeitos. No Mato Grosso, o PSD se consolidou como o principal partido e em Santa Catarina como segundo maior partido. Na Bahia, conquistou 70 prefeituras. No estado de São Paulo, o PSD fez aliança com o PT em 24 municípios e com os tucanos em 15. O partido também elegeu o seu primeiro prefeito de capital, César Souza Júnior em Florianópolis (SC), além da prefeita Dárcy Vera em Ribeirão Preto (SP), Alexandre Kireeff em Londrina (PR) e Marco Bertaioli em Mogi das Cruzes(SP). O partido também chegou ao segundo turno em Blumenau (SC) e Joinville (SC).

Logo após deixar a prefeitura de São Paulo, Kassab declarou apoio à reeleição de Rousseff e reiterou a integração do PSD à base do governo em junho, quando a onda de manifestações de rua derrubou a popularidade da petista. Ainda que tenha saído mal avaliado da prefeitura, a essa altura Kassab fundara um partido extremamente poderoso na política nacional, capaz de rivalizar com os peemedebistas. A presidente Dilma Rousseff buscou capitalizar esse poderio kassabista para prevenir sua dependência da bancada do PMDB - à época liderada por Eduardo Cunha (RJ) — na coalizão parlamentar.

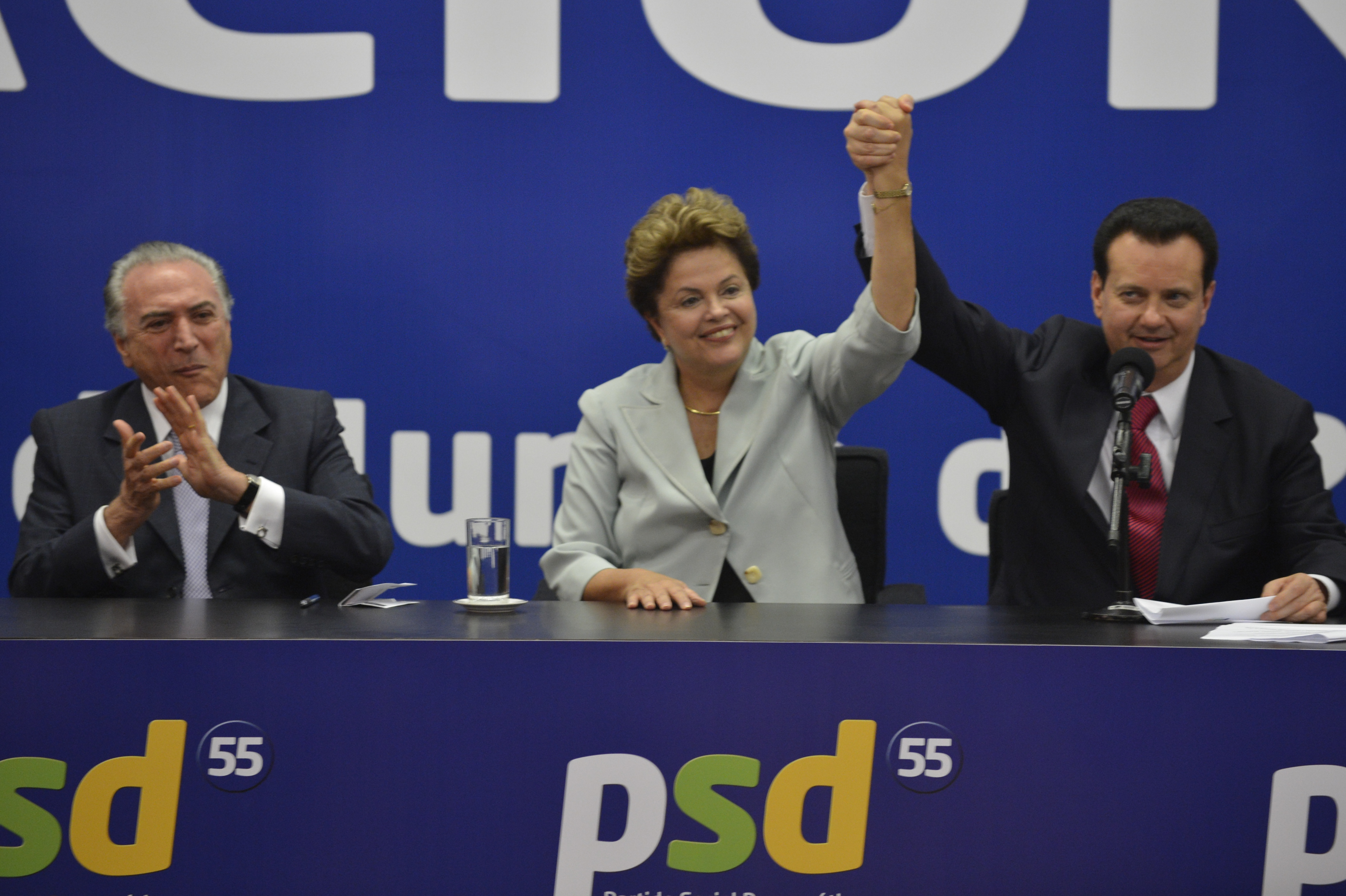
Convenção nacional do PSD homologa apoio formal à recondução da chapa presidencial Dilma Rouseff (PT)-Michel Temer (PMDB)

Durante as Eleições Gerais de 2014, o PSD aderiu à coligação "Com a Força do Povo" em favor da recondução de Rousseff. O PSD elegeu 2 governadores — Raimundo Colombo (SC) (este em primeiro turno) e Robinson Faria (RN) — e dois senadores — Omar Aziz (AM) e Otto Alencar (BA) —, mas Kassab foi derrotado na eleição para o Senado em São Paulo.
Quanto à bancada na Câmara dos Deputados, consagrou-se como a 5ª força política nacional, somando 36 parlamentares. Entretanto, as eleições de 2014 não foram apenas sucessos para o jovem partido: o plano original de Kassab era que a legenda tivesse existência efêmera e após cerca de 2 anos iniciasse o processo de fusão com o Partido Socialista Brasileiro. Contudo, a possibilidade da manobra ser considerada ilegal pela Justiça Eleitoral adiou as conversas e a morte prematura do presidenciável Eduardo Campos (PSB-PE), com quem tais conversas se efetuavam, sepultou o projeto.

Durante o novo mandato de Dilma Rousseff, o PSD recrudesceu seu apoio ao governo na Câmara dos Deputados, inclusive sendo Kassab a única liderança alternativa a Eduardo Cunha capaz de dialogar com os políticos do baixo clero. Diante disso, o pessedista foi nomeado Ministro das Cidades, uma pasta repleta de obras e verbas para atender às demandas de prefeitos e vereadores e que ajudaria no projeto de fortalecimento do PSD. Durante as eleições internas na Câmara, a bancada do PSD apoiou o candidato do governo, Arlindo Chinaglia (PT-SP), ainda que suas chances fossem baixas, o que reforçou o comprometimento do partido com o Governo Dilma Rousseff.

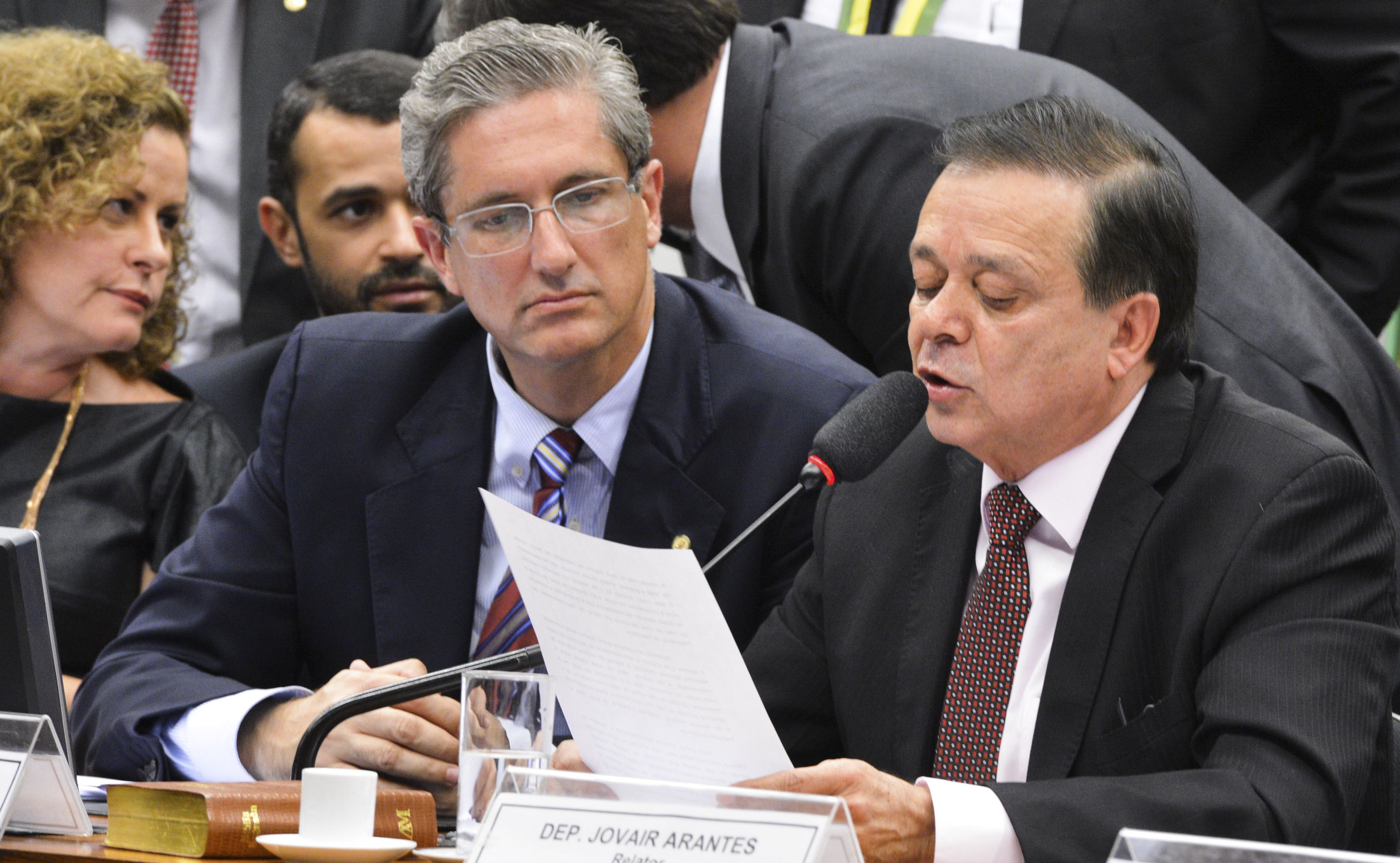
Deputado Rogério Rosso (PSD-DF), presidente da Comissão Especial do impeachment, ao lado do deputado Jovair Arantes (PTB-GO) fazendo a leitura do relatório final do impeachment da presidente Dilma Rousseff (PT-RS).

Mesmo diante do fortalecimento das investigações da Operação Lava-Jato e da pressão popular pela abertura de processo de impeachment contra a presidente Dilma Rousseff, o PSD se manteve sólido na sustentação parlamentar do Governo. No entanto, após o desembarque do PMDB e PP da coalizão no início de 2016, e a colocação em pauta do impedimento da petista, a fragilidade do governo foi ficando cada vez mais evidente. É nesse contexto que uma maioria favorável ao impeachment se instala dentro da bancada pessedista. Para conter essa tendência, inicialmente o partido opta por liberar a bancada, e elegeu-se o líder do PSD na Câmara, Rogério Rosso (PSD-DF), como relator da Comissão Especial do impeachment. Logo cresce um distanciamento entre a permanência de Kassab no Ministério das Cidades e a vontade dos deputados pessedistas e, em abril de 2016, a bancada oficializa sua posição favorável ao impeachment. Kassab se afasta do Ministério às vésperas da votação, alegando ser necessário para proteger a coesão partidária e a soberania da decisão do grupo parlamentar.

### Governo Michel Temer
Uma vez concretizado o processo de impedimento da presidente Dilma Rousseff, o PSD embarcou na coalizão do Governo Temer. Inicialmente, buscava-se manter Kassab no Ministério das Cidades, mas fora o ministro realocado ao Ministério da Ciência e Tecnologia. O partido votou a favor da suspensão das denúncias contra o presidente Michel Temer (PMDB-SP).
Nas Eleições Municipais de 2016, o PSD aumentou em 9% o seu escore de 2012, atingindo a marca de 540 prefeitos e destronando o PT como terceira maior agremiação em número de prefeituras (atrás apenas do PMDB e PSDB). Foram eleitos também 4.617 vereadores. Pessedistas foram eleitos em duas capitais: Marquinhos Trad em Campo Grande (MS) e Luciano Cartaxo em João Pessoa (PB).
Apesar de o PSD ter votado contra a cassação da presidência de Eduardo Cunha (PMDB-RJ) na Câmara, este fato se concretizou, e o líder da bancada do PSD, Rogério Rosso (DF), se lançou à disputa na eleição especial para o mandato tampão. No entanto, Rodrigo Maia (DEM-RJ) saiu vitorioso, derrotando o candidato pessedista.

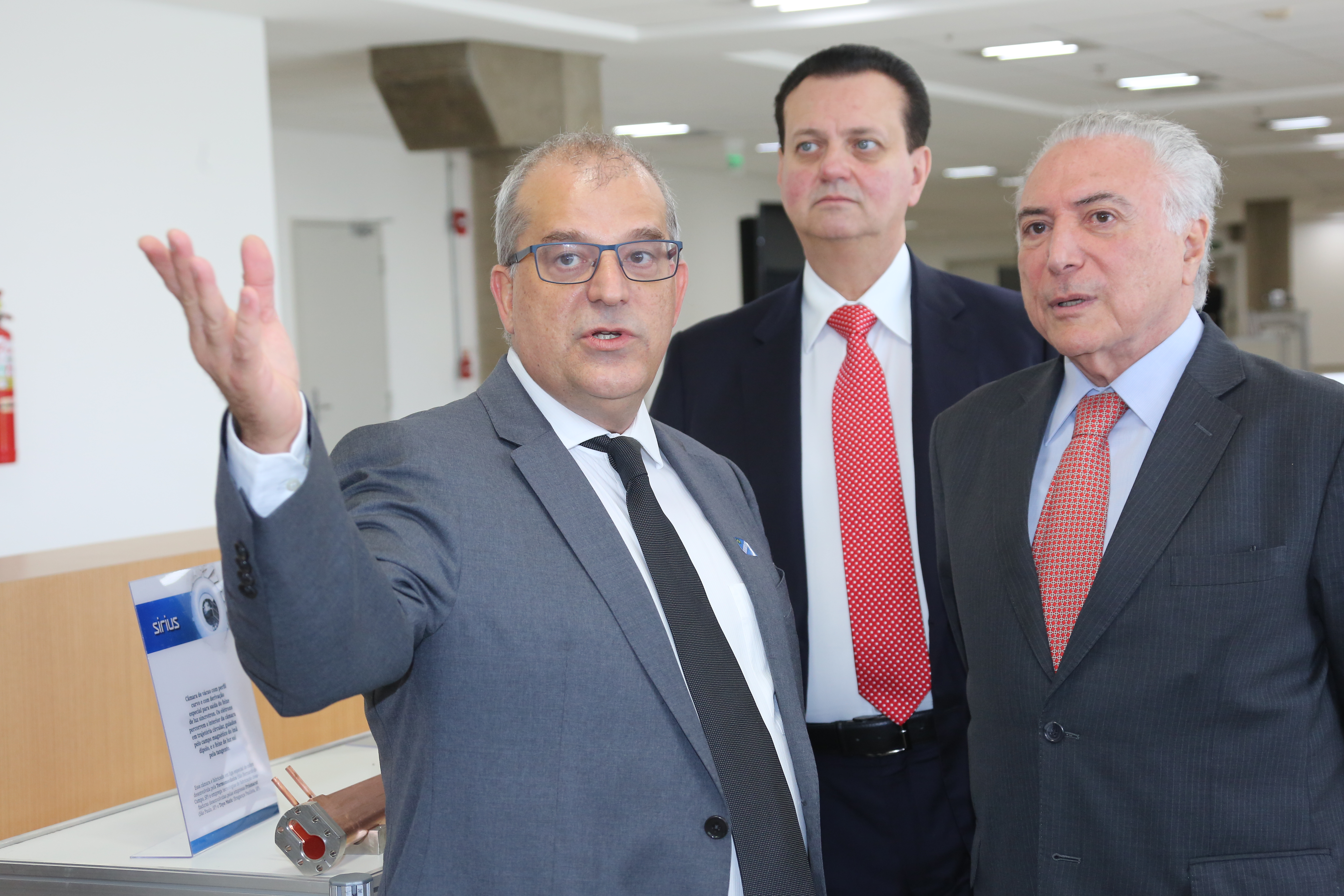
Gilberto Kassab (PSD-SP) enquanto Ministro da Ciência e Tecnologia, junto ao presidente Michel Temer (MDB-SP), durante a inauguração do acelerador de partículas Sirius.

Além de Gilberto Kassab, o PSD também ocupou o Ministério da Fazenda com Henrique Meirelles (SP) que promoveu diversas reformas econômicas estruturais durante a sua estadia no Governo visando o controle das contas públicas, como a tentativa de reforma da previdência, que fracassou. O ministro da Fazenda pessedista começa a articular a sua candidatura ao Planalto em 2018, como um candidato de centro. No entanto, tal plano vai de encontro à aliança com a chapa de Geraldo Alckmin (PSDB-SP) que Kassab tentara construir, além de buscar aderir à coligação de João Dória (PSDB-SP) ao governo do estado, possivelmente indicando o seu vice. Por esse motivo, o ministro da Fazenda se desfiliou da sigla e se juntou ao MDB, apresentando-se como o candidato do governo no pleito presidencial — o ex-pessedista regressaria ao partido em 2021.

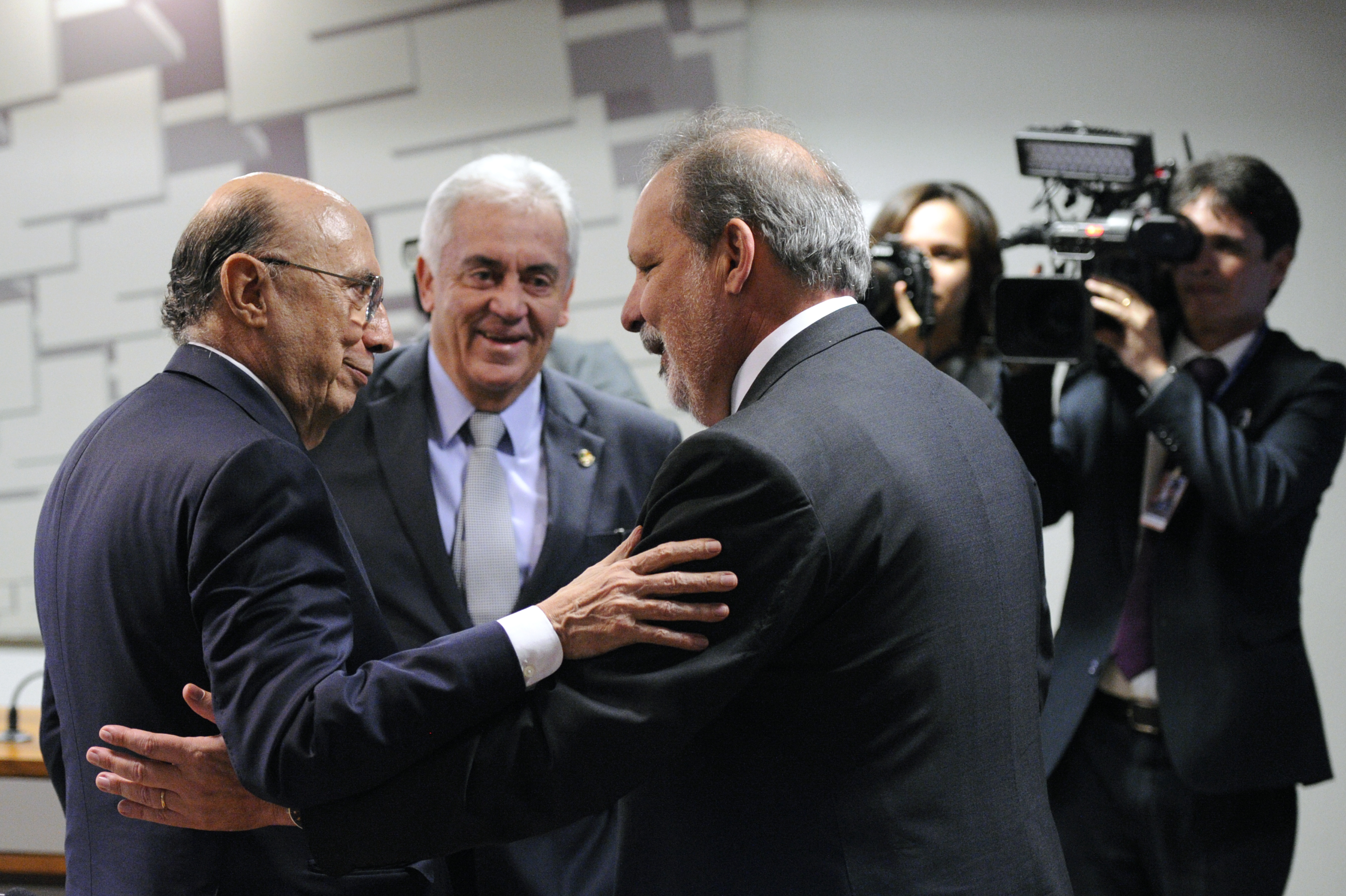
Comissão de Assuntos Econômicos do Senado. Na foto, o ministro da Fazenda, Henrique Meirelles (PSD); senador Otto Alencar (PSD-BA); senador Armando Monteiro (PTB-PE)

Para as Eleições Gerais de 2018, após consulta interna pormenorizada, o PSD decidiu integrar a coligação Para Unir o Brasil encabeçada pelo ex-governador paulista Geraldo Alckmin (PSDB). À época, o tucano aparecia com baixa pontuação nas pesquisas, mas Kassab decidiu apoiá-lo mesmo assim, uma vez ser comum a volatilidade eleitoral quando o período de campanha se inicia efetivamente. Coligações com Jair Bolsonaro (PSL-RJ) e Ciro Gomes (PDT-CE) foram descartadas pelo pessedista, por considerar que "propostas radicais não atendem o que precisa o Brasil" e que, para fazer frente ao avanço dessas candidaturas, seria necessária uma composição moderada. Na negociação com Kassab, o PSDB deixou de lançar candidatos governo estaduais para apoiar nomes do PSD. Foi o caso do deputado Izalci Lucas, que abdicou da disputa no Distrito Federal em favor de Rogério Rosso. No Rio Grande do Norte, saiu da disputado o ex-governador tucano Geraldo Melo para apoiar a reeleição de Robinson Faria.
Com a derrota de Alckmin no primeiro turno, o PSD ficou dividido entre as campanhas de Fernando Haddad (PT-SP) e Jair Bolsonaro (PSL-RJ). No Sergipe, Belivaldo Chagas (PSD) disputava o segundo turno com o apoio do PT e, na Bahia, Angelo Coronel (PSD) acabara de se eleger ao Senado na chapa de Rui Costa (PT). Em respeito aos pessedistas desses dois estados, a presidência nacional do partido optou por liberar os diretórios regionais para apoiarem o candidato que entendessem adequado no segundo turno. No entanto, Kassab reconheceu em entrevista à Veja que a maioria do partido estava com Bolsonaro.
Após a eleição, a bancada do PSD sofreu poucas alterações: perdeu um deputado, mas se manteve como 5ª maior força política na Câmara. Também elegeu 4 senadores: reconduziu Sérgio Petecão pelo Acre e promoveu Arolde de Oliveira (RJ), Angelo Coronel (BA) e Irajá Abreu (TO). Quanto aos governadores, elegeu Carlos Massa (vulgo Ratinho Júnior) no Paraná e Belivaldo Chagas no Sergipe.

### Governo Bolsonaro

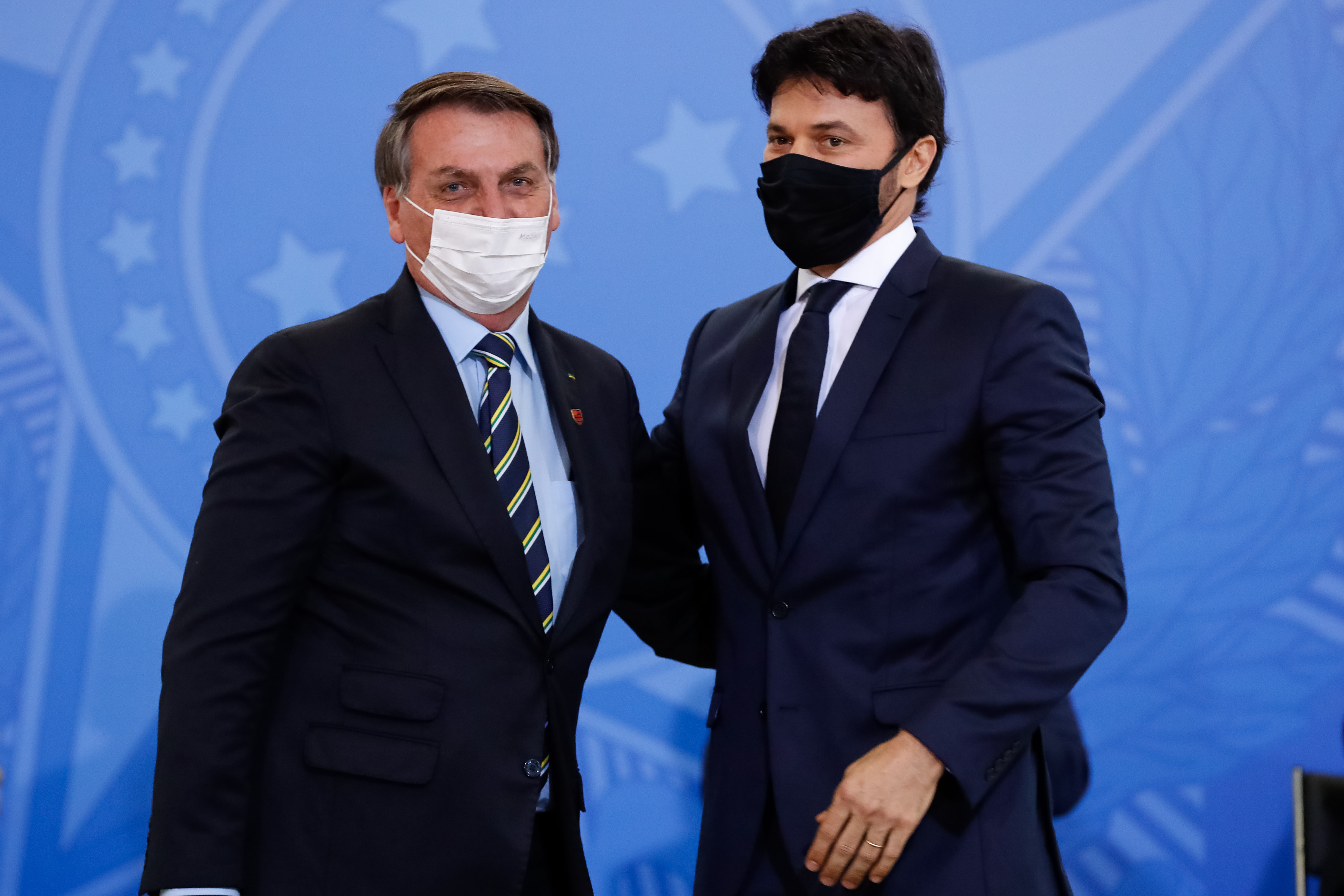
Posse de Fábio Faria (PSD-RN) como Ministro das Comunicações do Governo Jair Bolsonaro (ex-PSL)

Na configuração inicial do Governo Bolsonaro, o PSD não havia indicado nenhum ministro de Estado. A posição oficial do partido, segundo o presidente Kassab, era de independência formal. No entanto, o PSD se reservaria o direito de aprovar projetos compatíveis com as suas ideias, notadamente a reforma do sistema previdenciário.
No âmbito do Governo de São Paulo, Kassab foi nomeado à Secretaria da Casa Civil na gestão João Doria (PSDB). No entanto, investigações da Polícia Federal sobre possível envolvimento de Kassab em uma delação da J&F Investimentos causaram estranhamento na sua nomeação à pasta da Casa Civil. Imediatamente, Kassab anunciou que se licenciaria da secretaria para não constranger o governador tucano, havendo permanecido como secretário licenciado até dezembro de 2020 sem receber qualquer salário. Posteriormente, o Secretário da Fazenda de Dória, Henrique Meirelles (ex-MDB), reingressou no PSD.
Embora o presidente do PSD tenha reiterado posição de neutralidade formal em relação ao Governo Federal, o PSD ocupou alguns cargos na gestão de Bolsonaro. Em março de 2019, o senador Nelsinho Trad (PSD-MS) assume a vice-liderança do governo no Senado. Além disso, Fábio Faria (PSD-RN) se tornou Ministro das Comunicações em junho de 2020 e o PSD apontou o ex-comandante da PM-MG, Giovanne Gomes da Silva, como presidente da Fundação Nacional de Saúde. Até março de 2021, os congressistas do PSD tinham alinhamento, em média, de mais de 90% com o governo Bolsonaro (em votos na câmara/senado).

#### Pandemia de Covid-19

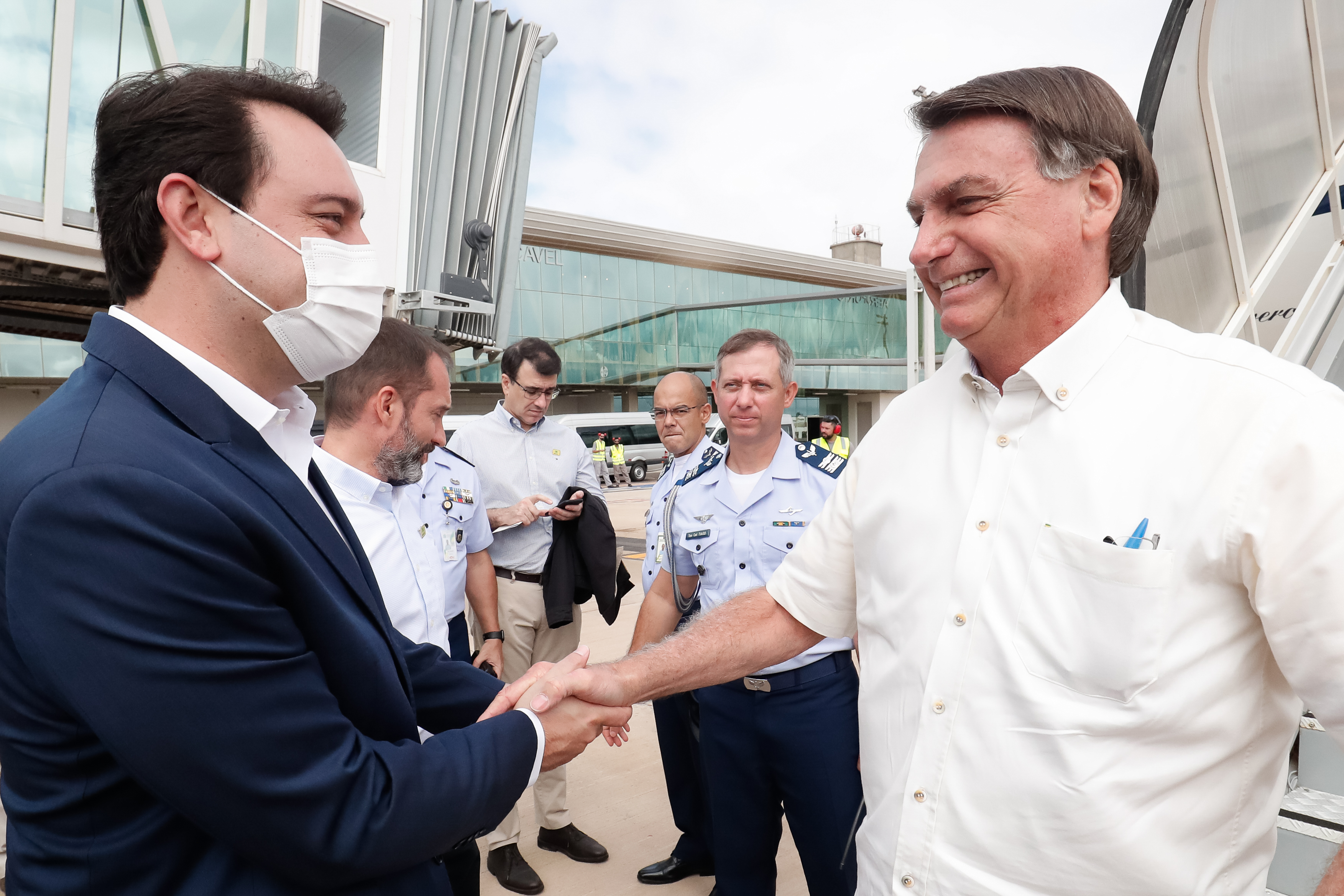
Governador Carlos Massa Júnior (Ratinho Júnior), do PSD-PR, recebe o presidente Jair Bolsonaro (ex-PSL) para a inauguração do Centro Nacional de Treinamento de Atletismo em 2021

Com relação à Pandemia de COVID-19 no Brasil, o PSD abrigou quadros que defenderam e promoveram o uso de medicamentos sem eficácia para a Covid-19, mas também quadros que estimularam a vacinação e as medidas preventivas de distanciamento social.
Em abril de 2020, o deputado paranaense Reinhold Stephanes Junior defendia o tratamento precoce. No mesmo mês, no Paraná, o governador Ratinho Júnior passou a distribuir a cloroquina, seguindo a recomendação do Ministério da Saúde ocorrida depois da exoneração de Nelson Teich. Em outubro, o então senador pelo partido, Arolde de Oliveira (RJ), defensor do uso de cloroquina e crítico ao isolamento social, morreu de Covid-19. Em fevereiro de 2021, a prefeitura de Chapecó (SC), dirigida por João Rodrigues (PSD), intensificou a distribuição de medicamentos sem comprovação, em meio ao colapso do sistema de saúde. Em abril de 2020, o vereador e candidato à Prefeitura de Porto Alegre (RS), Valter Nagelstein, publicou um vídeo ironizando um funeral de mortos pela doença.

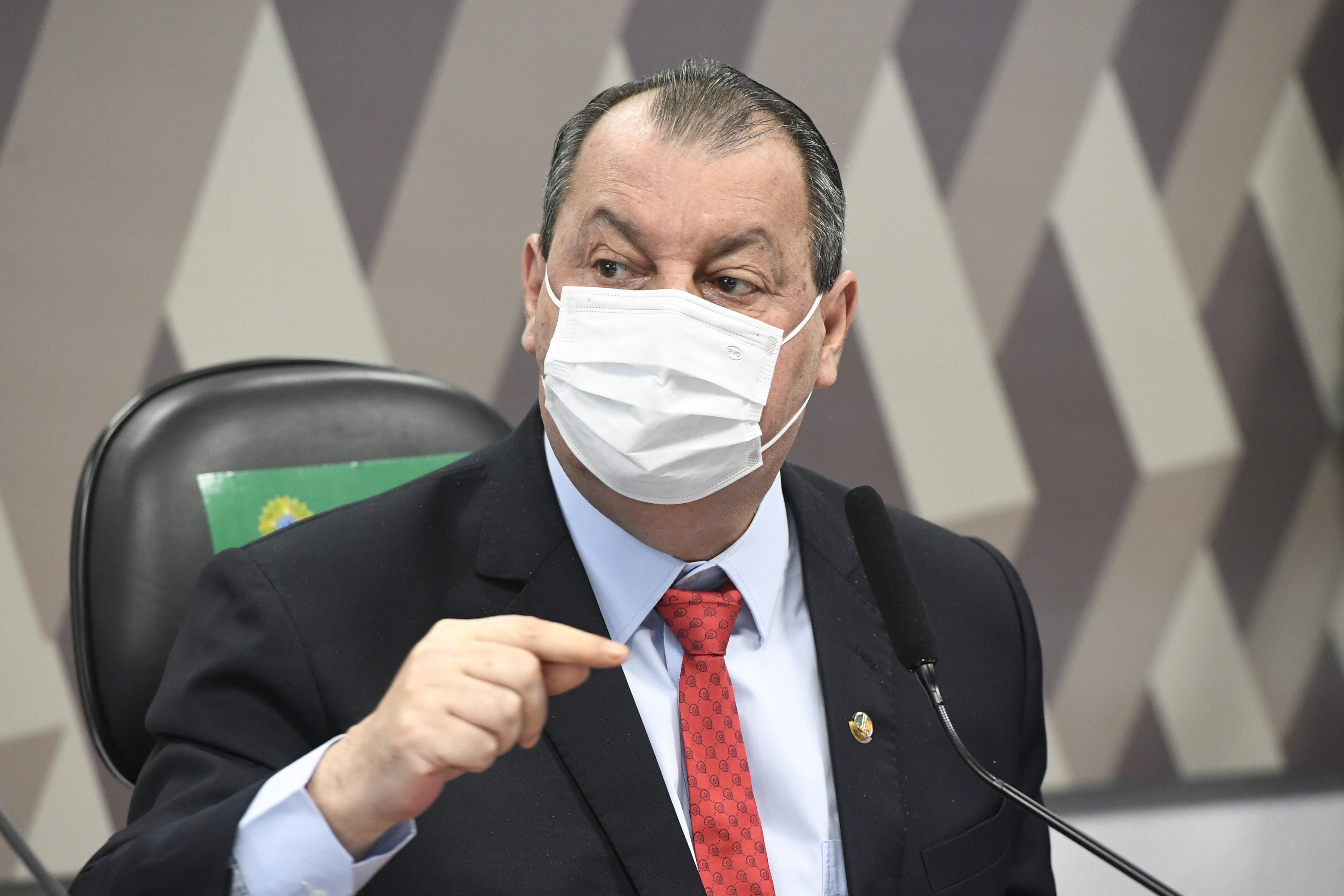
Senador Omar Aziz (PSD-AM) enquanto presidente da CPI da COVID-19.

Por outro lado, o Prefeito de Belo Horizonte, Alexandre Kalil (PSD), foi um grande crítico da resposta de Bolsonaro à crise sanitária. Belo Horizonte foi bem avaliada nas suas estratégias de combate à pandemia, as quais se realizaram em franca observância ao tratamento cientificamente comprovado por meio de isolamento social. O presidente nacional do partido, Kassab, também considerou que o governo errou em menosprezar a crise sanitária, mas ponderou contrariamente à realização de uma CPI para investigar a conduta de Bolsonaro durante a calamidade. Mas, quando a CPI da COVID-19 foi instalada, elegeu-se como presidente o senador Omar Aziz (PSD-AM). A composição da CPI também contou com a participação titular de Otto Alencar (PSD-BA) e de Angelo Coronel (PSD-BA) como suplente. Aziz e Alencar naquele momento se declaravam independentes, embora Alencar fosse próximo da oposição.

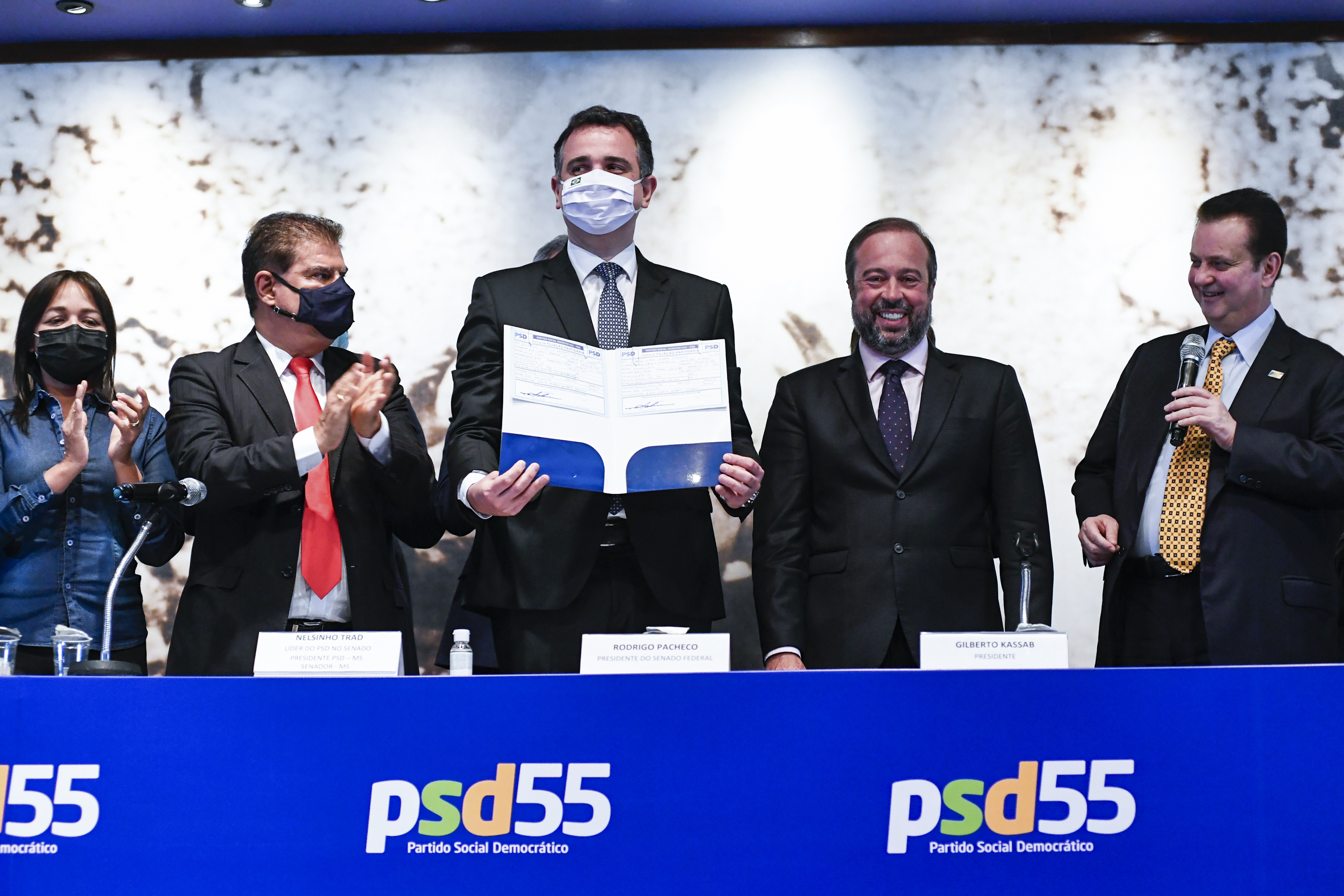
Ato de filiação do presidente do Senado Federal, Rodrigo Pacheco (MG) ao PSD. (Da esquerda à direita) Sen. Eliziane Gama (CDN-MA), Sen. Nelson Trad (PSD-MS), Rodrigo Pacheco (PSD-MG), Alexandre Silveira (PSD-MG) e Gilberto Kassab (PSD-SP)

#### Eleições municipais e as eleições internas do Congresso Nacional
Após as eleições municipais no Brasil em 2020, o PSD se torna o terceiro maior partido político do Brasil em número de prefeitos. O partido reelegeu seus dois prefeitos capitais: Marcos Trad em Campo Grande (MS) e Alexandre Kalil em Belo Horizonte (MG). Ao todo, o PSD elegeu 649 prefeitos, 508 para vice-prefeito e 5.624 vereadores, tornando-se o partido que governa o maior número de habitantes no país.
Durante a eleição para mesa diretora da Câmara dos Deputados do Brasil em 2021, o PSD integrou o bloco comandado pelo deputado Arthur Lira (PP) e indicou o deputado André de Paula (PSD-PE) como candidato a 2º Vice-Presidente da Câmara dos Deputados. No Senado, o PSD aderiu à candidatura de Rodrigo Pacheco (DEM-MG) e indicou Irajá Abreu (PSD-TO) para 1º Secretário da mesa diretora.
Após uma crise interna no DEM, que se sucedeu à eleição para a presidência da Câmara dos Deputados, o PSD convida alguns de seus membros para iniciarem processos de adesão. Assim, o prefeito do Rio de Janeiro, Eduardo Paes e o presidente do Senado, Rodrigo Pacheco, se filiam ao PSD. Havia também planos de filiar o tucano Geraldo Alckmin para concorrer novamente ao Governo de São Paulo, mas este recusara o convite do presidente do PSD.

#### Eleições de 2022
Inicialmente, o PSD fazia planos de lançar a candidatura própria de Rodrigo Pacheco à presidência da República em 2022. No entanto, as dificuldades de Pacheco de crescer nas pesquisas o levaram a desistir da pré-candidatura em março de 2022. Neste cenário, Gilberto Kassab passa a articular uma possível filiação de Eduardo Leite (PSDB-RS), que havia sido derrotado nas prévias presidenciais do PSDB em 2021, para concorrer na eleição presidencial pelo PSD. Leite, contudo, rejeitou o convite.
A busca por um candidato próprio do PSD refletia as dificuldades de se coordenar uma posição conjunta do partido para eleições que se desenhavam muito polarizadas. Os diretórios pessedistas do Nordeste favoreciam uma aliança com o PT, ao passo que os diretórios das regiões Sul e Sudeste rejeitavam expressamente essa possibilidade. Diante disso, a convenção nacional do PSD definiu a posição oficial de neutralidade do partido, com liberação de diretórios.
O PSD lançou candidatos ao governo de 11 estados em 2022, dos quais apenas 2 disputaram segundo turno: Jaime Nunes no Amapá e Fábio Mitidieri no Sergipe. Mitidieri se elegeu com 51,7% do votos, Nunes foi derrotado. O PSD também reelegeu o governador do Paraná, Carlos Massa Júnior, em primeiro turno. O partido reconduziu os senadores Omar Aziz (PSD-AM) e Otto Alencar (PSD-BA).
Em Minas Gerais, o PSD lançou Alexandre Kalil para governador e Alexandre Silveira para a vaga de senado — ambos em coligação com o Partido dos Trabalhadores. No entanto, nenhum dos dois conseguiu se eleger. Na Bahia, o PSD integrou a chapa vitoriosa de Jerônimo Rodrigues (PT), indicando o senador Otto Alencar para a vaga no Senado. Já no Rio de Janeiro, o partido aderiu à campanha do pedetista Rodrigo Neves e apontou o presidente da Ordem dos Advogados do Brasil, Felipe Santa Cruz (PSD), como seu vice. No Rio Grande do Sul, o PSD apoiou a reeleição do tucano Eduardo Leite, com a indicação de Ana Amélia Lemos (PSD) para o Senado. Por fim, no estado de São Paulo, o PSD ingressou na campanha de Tarcísio de Freitas (R) e selecionou o ex-prefeito de São José dos Campos, Felicio Ramuth (PSD), para concorrer a vice-governador.

## Participação em Ministérios
| Governo                 | Governo                  | Casa Civil                        | Casa Civil                      | Ministro           | Seção                        | Período        | Pasta                           | Presidente do PSD                  |
| ----------------------- | ------------------------ | --------------------------------- | ------------------------------- | ------------------ | ---------------------------- | -------------- | ------------------------------- | ---------------------------------- |
|                         | Rousseff PT 2011 a 2016  |                                   | Antonio Palocci PT 2011         | Não participou     | Não participou               | Não participou | Não participou                  | Gilberto Kassab 2011 a 2015        |
|                         | Rousseff PT 2011 a 2016  | Gleisi Hoffmann PT 2011 a 2014    |                                 | Não participou     | Não participou               | Não participou | Não participou                  | Gilberto Kassab 2011 a 2015        |
|                         | Rousseff PT 2011 a 2016  | Aloizio Mercadante PT 2014 a 2015 |                                 | Não participou     | Não participou               | Não participou | Não participou                  | Gilberto Kassab 2011 a 2015        |
|                         | Rousseff PT 2011 a 2016  | Jaques Wagner PT 2015 a 2016      | Gilberto Kassab                 | PSD-SP             | 2015–2016                    | Cidades        | Guilherme Campos 2015 a 2016    |                                    |
| Guilherme Afif Domingos | Rousseff PT 2011 a 2016  | Jaques Wagner PT 2015 a 2016      | PSD-SP                          | 2015               | Micro e Pequenas Empresas    |                | Guilherme Campos 2015 a 2016    |                                    |
| Thomas Traumann         | Rousseff PT 2011 a 2016  | Jaques Wagner PT 2015 a 2016      | PSD-SP                          | 2015               | Comunicações                 |                | Guilherme Campos 2015 a 2016    |                                    |
|                         | Rousseff PT 2011 a 2016  | Eva Chiavon PT 2016               | Gilberto Kassab                 | PSD-SP             | 2015–2016                    | Cidades        | Alfredo Cotait Neto 2016 a 2019 |                                    |
|                         | Temer PMDB 2016 a 2019   |                                   | Eliseu Padilha PMDB 2016 a 2019 | Gilberto Kassab    | PSD-SP                       | 2016–2019      | Alfredo Cotait Neto 2016 a 2019 | Ciência, Tecnologia e Comunicações |
| Henrique Meirelles      | Temer PMDB 2016 a 2019   | PSD-SP                            | Eliseu Padilha PMDB 2016 a 2019 | 2016–2018          | Fazenda e Previdência Social |                | Alfredo Cotait Neto 2016 a 2019 |                                    |
|                         | Bolsonaro PL 2019 a 2023 |                                   | Onyx Lorenzoni DEM 2019 a 2020  | Não participou     | Não participou               | Não participou | Não participou                  | Gilberto Kassab 2019 em diante     |
|                         | Bolsonaro PL 2019 a 2023 | Walter Braga Netto 2020 a 2021    | Fábio Faria                     | PSD-RN             | 2020–2022                    | Comunicações   |                                 | Gilberto Kassab 2019 em diante     |
|                         | Bolsonaro PL 2019 a 2023 | Luiz Eduardo Ramos 2021           | Fábio Faria                     | PSD-RN             | 2020–2022                    | Comunicações   |                                 | Gilberto Kassab 2019 em diante     |
|                         | Bolsonaro PL 2019 a 2023 | Ciro Nogueira PP 2021 a 2023      | Fábio Faria                     | PSD-RN             | 2020–2022                    | Comunicações   |                                 | Gilberto Kassab 2019 em diante     |
| Marcos Montes           | Bolsonaro PL 2019 a 2023 | Ciro Nogueira PP 2021 a 2023      | PSD-MG                          | 2022–2023          | Agricultura e Pecuária       |                |                                 | Gilberto Kassab 2019 em diante     |
|                         | Lula PT 2023 em diante   |                                   | Rui Costa PT 2023 em diante     | Alexandre Silveira | PSD-MG                       | 2023 em diante | Minas e Energia                 | Gilberto Kassab 2019 em diante     |
| Carlos Fávaro           | Lula PT 2023 em diante   | PSD-MT                            | Rui Costa PT 2023 em diante     | 2023 em diante     | Agricultura e Pecuária       |                |                                 | Gilberto Kassab 2019 em diante     |
| André de Paula          | Lula PT 2023 em diante   | PSD-PE                            | Rui Costa PT 2023 em diante     | 2023 em diante     | Pesca e Aquicultura          |                |                                 | Gilberto Kassab 2019 em diante     |

## Organização
Há cientistas políticos que consideram que a concretização da dissidência pessedista fora um reflexo da intensa centralização histórica que predominava no estatuto do Partido da Frente Liberal e depois no DEM. A adoção de uma estrutura descentralizada para o PSD lhe tem permitido coordenar e administrar conflitos entre diretórios regionais — como aquele que opôs o diretório do DEM de São Paulo ao DEM nacional e deu origem ao PSD — com maior sucesso que as demais legendas. Dessa forma, os pessedistas têm conseguido manter um grau de coesão interna acima da média brasileira.
Ademais, sua história torna provável que o PSD como organização concilie os interesses de seus integrantes, não sendo apenas um veículo para os objetivos políticos de sua elite. Isso não significa que o PSD visa ser um partido de massas, mas apenas que as forças regionais existentes no partido têm suas demandas apreciadas e diligenciadas pela cúpula nacional do partido. Pode-se facilmente verificar essa dinâmica pela projeção de certas figuras como Omar Aziz (PSD-AM) e Raimundo Colombo (PSD-SC).

### Lista de presidentes nacionais
| Presidentes nacionais | Presidentes nacionais | Presidentes nacionais | Presidentes nacionais |
| Imagem                | Nome                  | Período               | Período               |
| Imagem                | Nome                  | Início                | Fim                   |
| --------------------- | --------------------- | --------------------- | --------------------- |
|                       | Gilberto Kassab       | 2011                  | 2015                  |
|                       | Guilherme Campos      | 2015                  | 2016                  |
|                       | Alfredo Cotait Neto   | 2016                  | 2019                  |
|                       | Gilberto Kassab       | 2019                  | em exercício          |

### Governadores atuais
| Governadores atuais (4) | Governadores atuais (4) | Governadores atuais (4) |
| UF                      | Governador              | Imagem                  |
| ----------------------- | ----------------------- | ----------------------- |
| PR                      | Ratinho Júnior          | Ratinho Júnior          |
| PE                      | Raquel Lyra             |                         |
| RS                      | Eduardo Leite           |                         |
| SE                      | Fábio Mitidieri         | Fábio Mitidieri         |

### Parlamentares atuais
| Senadores atuais (15) | Senadores atuais (15)              | Senadores atuais (15) |
| UF | Senador e Legislaturas             | Imagem                |
| --- | ---------------------------------- | --------------------- |
| AC | Sérgio Petecão 54ª, 55ª, 56ª e 57ª | Sérgio Petecão        |
| AP | Lucas Barreto* 56ª e 57ª           | Lucas Barreto         |
| AM | Omar Aziz 55ª, 56ª e 57ª           | Omar Aziz             |
| BA | Angelo Coronel 56ª e 57ª           | Angelo Coronel        |
| BA | Otto Alencar 55ª e 56ª             | Otto Alencar          |
| GO | Vanderlan Cardoso* 56ª e 57ª       | Vanderlan Cardoso     |
| MA | Eliziane Gama* 56ª e 57ª           | Eliziane Gama         |
| MT | Margareth Busetti+ 57ª             | Margareth Busetti     |
| MS | Nelsinho Trad* 56ª e 57ª           | Nelsinho Trad         |
| MG | Rodrigo Pacheco* 56ª e 57ª         |                       |
| PI | Jussara Lima+ 57ª                  | Jussara Lima          |
| RN | Zenaide Maia* 56ª e 57ª            | Zenaide Maia          |
| SP | Mara Gabrilli* 56ª e 57ª           | Mara Gabrilli         |
| TO | Irajá Abreu 56ª e 57ª              | Irajá                 |
| Observações: Nomes marcados com o símbolo * foram eleitos (em 2014 ou em 2018) por outros partidos. Nomes marcados com o símbolo + são suplentes em exercício ou efetivados. Carlos Fávaro (MT) foi candidato pelo PSD em 2018 e não se elegeu, mas assumiu em abril de 2020 após a cassação de uma senadora. Arolde de Oliveira (RJ) foi eleito pelo PSD em 2018, mas morreu de Covid-19 em outubro de 2020. Carlos Portinho (RJ) assumiu em seu lugar, mas deixou o PSD em dezembro do mesmo ano. O atual senador Lasier Martins (RS) esteve filiado ao PSD entre janeiro de 2017 e fevereiro de 2019. O então senador José Medeiros (MT) esteve filiado ao PSD entre março de 2016 e agosto 2017. Em 12 de março de 2025 a Senadora Daniella Ribeiro (PB) deixou o partido. |                                    |                       |

| Deputados federais atuais (38) | Deputados federais atuais (38) | Deputados federais atuais (38) | Deputados federais atuais (38) |
| UF | Deputado(a)                    | UF                             | Deputado(a)                    |
| --- | ------------------------------ | ------------------------------ | ------------------------------ |
| AM | Átila Lins                     | PI                             | Marcos Aurélio Sampaio         |
| AM | Sidney Leite                   | PR                             | Luísa Canziani                 |
| BA | Antonio Brito                  | PR                             | Luiz Nishimori                 |
| BA | Sérgio Brito                   | PR                             | Paulo Litro                    |
| BA | Diego Coronel                  | PR                             | Reinhold Stephanes Jr.+        |
| BA | Gabriel Nunes                  | PR                             | Rodrigo Estacho+               |
| BA | Otto Alencar Filho             | PR                             | Sargento Fahur                 |
| BA | Paulo Magalhães                | RJ                             | Daniel Soranz                  |
| CE | Célio Studart                  | RJ                             | Hugo Leal                      |
| CE | Domingos Neto                  | RJ                             | Laura Carneiro                 |
| CE | Luiz Gastão                    | RJ                             | Pedro Paulo                    |
| GO | Ismael Alexandrino Júnior      | RR                             | Zé Haroldo Cathedral           |
| MA | Josivaldo JP                   | RS                             | Luciano Azevedo+               |
| MG | Diego Andrade                  | SC                             | Ismael dos Santos              |
| MG | Luiz Fernando Faria            | SC                             | Darci de Matos+                |
| MG | Misael Varella                 | SE                             | Delegada Katarina              |
| MG | Stefano Aguiar                 | SE                             | Fábio Reis                     |
| PA | Júnior Ferrari                 | SP                             | Cezinha de Madureira           |
| PA | Raimundo Santos                | SP                             | Saulo Pedroso+                 |
| PI | Castro Neto                    | SP                             | Ricardo Silva                  |
| PI | Júlio César                    |                                |                                |
| Observações: Nomes marcados com o símbolo + são suplentes em exercício ou efetivados. Leandre Dal Ponte (PR), Sandro Alex (PR), Sérgio Brito (BA), Danrlei Hinterholz (RS) e Ricardo Guidi (SC) se licenciaram para assumir secretarias estaduais no início de 2023. |                                |                                |                                |

### Outros membros relevantes
- Alfredo Cotait Neto — Ex-Senador;
- Alexandre Kalil — Ex-Prefeito de Belo Horizonte;
- Cesar Maia — Ex-Prefeito do Rio de Janeiro;
- César Souza Júnior — Ex-Prefeito de Florianópolis;
- Gilberto Kassab — Ex-Prefeito de São Paulo e fundador do partido;
- Guilherme Affif Domingos — Ex-Vice-Governador de São Paulo;
- Raimundo Colombo — Ex-Governador de Santa Catarina;
- Eduardo Paes — Prefeito do Rio de Janeiro;
- Marcelo Calero — Ex-Ministro da Cultura;
- Rodrigo Pacheco — Presidente do Senado Federal;
- Alexandre Silveira — Ministro de Minas e Energia;
- Rui Palmeira — Ex-Prefeito de Maceió.

### Movimento sindical
O PSD, através da setorial PSD Movimentos, é o setor com mais influência na direção da central sindical União Geral dos Trabalhadores (UGT), fundada em 2007 e também construída por outros partidos de centro e de direita. Em 2011 o partido filiou o presidente do Sindicato dos Comerciários de São Paulo (SECSP) Ricardo Patah, que também é o presidente da central desde a fundação. Os vices-presidentes da UGT Roberto Santiago e Enilson Simões de Moura (Alemão),  também são filiados ao partido, bem como Gil dos Santos, presidente há 10 anos do Sindicato dos Motoboys de São Paulo e Região (SindimotoSP).

### Número de filiados
| Data      | Filiados | Crescimento anual | Crescimento anual |
| --------- | -------- | ----------------- | ----------------- |
| dez./2011 | 131.157  | 131.157           | +100%             |
| dez./2012 | 180.344  | 49.187            | +37,5%            |
| dez./2013 | 191.585  | 11.241            | +6%               |
| dez./2014 | 195.433  | 3.848             | +2%               |
| dez./2015 | 254.509  | 59.076            | +30%              |
| dez./2016 | 317.264  | 62.755            | +25%              |
| dez./2017 | 323.503  | 6.239             | +2%               |
| dez./2018 | 327.038  | 3.535             | +1%               |
| dez./2019 | 330.181  | 3.143             | +1%               |
| dez./2020 | 412.884  | 82.703            | +25%              |
| dez./2021 | 405.764  | 7.120             | -1,7%             |
| dez./2022 | 404.452  | 1.312             | -0,3%             |
| dez./2023 | 406.424  | 1.972             | +0,4%             |
| dez./2024 | 469.336  | 62.912            | +15,47%           |

## Desempenho eleitoral

### Eleições estaduais
| Participação e desempenho do PSD nas eleições estaduais de 2022 |                                          |                                    | | | |
| Candidatos majoritários eleitos. Em negrito estão os candidatos filiados ao PSD durante a eleição. Os cargos obtidos na Câmara Federal e nas Assembleias Legislativas são referentes às coligações proporcionais que o PSD compôs. Tais coligações não são necessariamente iguais às coligações majoritárias e geralmente são menores. Não estão listados os futuros suplentes empossados. \| UF \| Candidatos(as) a Governador(a) e a Vice \| Candidatos(as) a Senadores(as) \| Coligação majoritária (governo e senado) \| Deputados(as) federais eleitos(as) \| Deputados(as) estaduais eleitos(as) \| \| -- \| ---------------------------------------- \| ---------------------------------- \| ---------------------------------------------------------------------------------------------------------------------------- \| ------------------------------------------------------------------------------------------------------------------------------------------------------------------------------------- \| ---------------------------------------------------------------------------------------------------------------------------------------------------- \| \| AC \| Sérgio Petecão (PSD) \| Vanda Milani (PROS) \| PSD / PROS / PTB / Avante \| \| Pablo Bregense Eduardo Ribeiro \| \| AC \| Tota Filho (PSD) \| Vanda Milani (PROS) \| PSD / PROS / PTB / Avante \| \| Pablo Bregense Eduardo Ribeiro \| \| AL \| Rui Palmeira (PSD) \| ninguém \| PSD / Republicanos / Patriota \| \| \| \| AL \| Arthur Albuquerque (Republicanos) \| ninguém \| PSD / Republicanos / Patriota \| \| \| \| AM \| Eduardo Braga (MDB) \| Omar Aziz (PSD) \| PSD / MDB / FE Brasil (PT/PCdoB/PV) \| Átila Lins Sidney Leite \| \| \| AM \| Anne Moura (PT) \| Omar Aziz (PSD) \| PSD / MDB / FE Brasil (PT/PCdoB/PV) \| Átila Lins Sidney Leite \| \| \| AP \| Jaime Nunes (PSD) \| Guaracy (PTB) \| PSD / PTB / PSC / PROS / Agir \| \| Edna Auzier Lorran Barreto \| \| AP \| Liliane Albuquerque (PSD) \| Guaracy (PTB) \| PSD / PTB / PSC / PROS / Agir \| \| Edna Auzier Lorran Barreto \| \| BA \| Jerônimo Rodrigues (PT) \| Otto Alencar (PSD) \| PSD / FE Brasil (PT/PCdoB/PV) / MDB / PSB / Avante \| Otto Filho Diego Coronel Antonio Brito Gabriel Nunes Sérgio Brito Paulo Magalhães +9 FE Brasil, 1 PSB, 1 Avante \| Claudia Oliveira Ricardo Rodrigues Eduardo Alencar Cafu Barreto Ângelo Coronel Filho Eures Ribeiro Pereira Adolfo Menezes Alex da Piatã Ivana Bastos \| \| BA \| Geraldo Junior (MDB) \| Otto Alencar (PSD) \| PSD / FE Brasil (PT/PCdoB/PV) / MDB / PSB / Avante \| Otto Filho Diego Coronel Antonio Brito Gabriel Nunes Sérgio Brito Paulo Magalhães +9 FE Brasil, 1 PSB, 1 Avante \| Claudia Oliveira Ricardo Rodrigues Eduardo Alencar Cafu Barreto Ângelo Coronel Filho Eures Ribeiro Pereira Adolfo Menezes Alex da Piatã Ivana Bastos \| \| CE \| Roberto Cláudio (PDT) \| Érika Amorim (PSD) \| PSD / PDT / PSB / PSC / Patriota / PMN / Agir / PMB / DC \| Célio Studart Domingos Neto Luiz Gastão +5 PDT \| Gabriella Aguiar Lucílvio Girão Fernando Hugo \| \| CE \| Domingos Filho (PSD) \| Érika Amorim (PSD) \| PSD / PDT / PSB / PSC / Patriota / PMN / Agir / PMB / DC \| Célio Studart Domingos Neto Luiz Gastão +5 PDT \| Gabriella Aguiar Lucílvio Girão Fernando Hugo \| \| DF \| Paulo Octávio (PSD) \| Carlos Rodrigues (PSD) \| PSD / PSC / PODE / Patriota / PMB \| \| Robério Negreiros Jorge Vianna \| \| DF \| Felipe Belmonte (PSC) \| Carlos Rodrigues (PSD) \| PSD / PSC / PODE / Patriota / PMB \| \| Robério Negreiros Jorge Vianna \| \| ES \| Guerino Zanon (PSD) \| ninguém \| PSD / DC / PMB \| \| \| \| ES \| Marcus Magalhães (PSD) \| ninguém \| PSD / DC / PMB \| \| \| \| GO \| Ronaldo Caiado (UNIÃO) \| Vilmar Rocha (PSD) partido isolado \| PSD / UNIÃO / MDB / PP / PSC / Solidariedade / Avante / PODE / PRTB / PDT / PROS \| Ismael Alexandrino + 2 MDB, 2 UNIÃO, 2 PP, 1 PDT, 1 PSC \| Wilde Lopes Roriz Cairo Salim \| \| GO \| Daniel Vilela (MDB) \| Vilmar Rocha (PSD) partido isolado \| PSD / UNIÃO / MDB / PP / PSC / Solidariedade / Avante / PODE / PRTB / PDT / PROS \| Ismael Alexandrino + 2 MDB, 2 UNIÃO, 2 PP, 1 PDT, 1 PSC \| Wilde Lopes Roriz Cairo Salim \| \| MA \| Edivaldo Holanda Júnior (PSD) \| ninguém \| PSD / PRTB \| Josivaldo JP \| Mical Damasceno Eric Costa \| \| MA \| Prof. Andrea Heringer (PSD) \| ninguém \| PSD / PRTB \| Josivaldo JP \| Mical Damasceno Eric Costa \| \| MG \| Alexandre Kalil (PSD) \| Alexandre Silveira (PSD) \| PSD / FE Brasil (PT/PCdoB/PV) / PSB \| Diego Andrade Misael Varella Stefano Aguiar Luiz Fernando + 10 FE Brasil \| Cássio Soares Leandro Genaro Delegado Christiano Xavier Tito Torres Nacib Duarte Bechir Douglas Melo Repórter Rafael Martins \| \| MG \| André Quintão (PT) \| Alexandre Silveira (PSD) \| PSD / FE Brasil (PT/PCdoB/PV) / PSB \| Diego Andrade Misael Varella Stefano Aguiar Luiz Fernando + 10 FE Brasil \| Cássio Soares Leandro Genaro Delegado Christiano Xavier Tito Torres Nacib Duarte Bechir Douglas Melo Repórter Rafael Martins \| \| MS \| Marquinhos Trad (PSD) \| Odilon de Oliveira (PSD) \| PSD / PTB / PSC / Patriota \| \| Pedrossian Neto \| \| MS \| Dra. Viviane Orro (PSD) \| Odilon de Oliveira (PSD) \| PSD / PTB / PSC / Patriota \| \| Pedrossian Neto \| \| MT \| Márcia Pinheiro (PV) \| Neri Geller (PP) \| PSD / FE Brasil (PV/PT/PCdoB) / PP / Solidariedade \| \| Ondanir Bortolini Wilson Santos \| \| MT \| Vanderlúcio Rodrigues (PP) \| Neri Geller (PP) \| PSD / FE Brasil (PV/PT/PCdoB) / PP / Solidariedade \| \| Ondanir Bortolini Wilson Santos \| \| PA \| Helder Barbalho (MDB) \| Beto Faro (PT) \| PSD / MDB / FE Brasil (PT/PCdoB/PV) / Fed. PSDB Cidadania / PP / PODE / UNIÃO / PDT / PSB / Avante / Republicanos / PTB / DC \| Júnior Ferrari Raimundo Santos +9 MDB, 2 FE Brasil, 1 UNIÃO \| Gustavo Sefer Nilton Neves \| \| PA \| Hanna Ghassan (MDB) \| Flexa Ribeiro (PP) \| PSD / MDB / FE Brasil (PT/PCdoB/PV) / Fed. PSDB Cidadania / PP / PODE / UNIÃO / PDT / PSB / Avante / Republicanos / PTB / DC \| Júnior Ferrari Raimundo Santos +9 MDB, 2 FE Brasil, 1 UNIÃO \| Gustavo Sefer Nilton Neves \| \| PA \| Hanna Ghassan (MDB) \| Jardel Guimarães (PODE) \| PSD / MDB / FE Brasil (PT/PCdoB/PV) / Fed. PSDB Cidadania / PP / PODE / UNIÃO / PDT / PSB / Avante / Republicanos / PTB / DC \| Júnior Ferrari Raimundo Santos +9 MDB, 2 FE Brasil, 1 UNIÃO \| Gustavo Sefer Nilton Neves \| \| PA \| Hanna Ghassan (MDB) \| Manoel Pioneiro (PSDB) \| PSD / MDB / FE Brasil (PT/PCdoB/PV) / Fed. PSDB Cidadania / PP / PODE / UNIÃO / PDT / PSB / Avante / Republicanos / PTB / DC \| Júnior Ferrari Raimundo Santos +9 MDB, 2 FE Brasil, 1 UNIÃO \| Gustavo Sefer Nilton Neves \| \| PB \| João Azevêdo (PSB) \| Pollyanna Dutra (PSB) \| PSD / PSB / PP / Avante / PODE / Solidariedade / Republicanos / Patriota / Agir / PMN \| 1 PSB, 2 PP, 3 Republicanos \| \| \| PB \| Lucas Ribeiro (PP) \| Pollyanna Dutra (PSB) \| PSD / PSB / PP / Avante / PODE / Solidariedade / Republicanos / Patriota / Agir / PMN \| 1 PSB, 2 PP, 3 Republicanos \| \| \| PE \| Marília Arraes (Solidariedade) \| André de Paula (PSD) \| PSD / Solidariedade / Avante / PROS / Agir / PMN \| 1 Solidariedade, 1 Avante \| \| \| PE \| Sebastião Oliveira (Avante) \| André de Paula (PSD) \| PSD / Solidariedade / Avante / PROS / Agir / PMN \| 1 Solidariedade, 1 Avante \| \| \| PI \| Rafael Fonteles (PT) \| Wellington Dias (PT) \| PSD / FE Brasil (PT/PCdoB/PV) / MDB / PSB / PROS / Solidariedade / Agir \| Júlio César (PSD) Castro Neto (PSD) Marcos Aurélio Sampaio (PSD) +5 FE Brasil \| \| \| PI \| Themístocles Filho (MDB) \| Wellington Dias (PT) \| PSD / FE Brasil (PT/PCdoB/PV) / MDB / PSB / PROS / Solidariedade / Agir \| Júlio César (PSD) Castro Neto (PSD) Marcos Aurélio Sampaio (PSD) +5 FE Brasil \| \| \| PR \| Ratinho Júnior (PSD) \| ninguém \| PSD / PP / MDB / Republicanos / PL / PROS / Solidariedade / UNIÃO / PTB / PMB / Agir \| Beto Preto (PSD) Sandro Alex (PSD) Sargento Fahur (PSD) Paulo Litro (PSD) Leandre (PSD) Luísa Canziani (PSD) Luiz Nishimori (PSD) +4 PP, 1 MDB, 1 Republicanos, 3 PL, 1 PROS, 4 UNIÃO \| \| \| PR \| Darci Piana (PSD) \| ninguém \| PSD / PP / MDB / Republicanos / PL / PROS / Solidariedade / UNIÃO / PTB / PMB / Agir \| Beto Preto (PSD) Sandro Alex (PSD) Sargento Fahur (PSD) Paulo Litro (PSD) Leandre (PSD) Luísa Canziani (PSD) Luiz Nishimori (PSD) +4 PP, 1 MDB, 1 Republicanos, 3 PL, 1 PROS, 4 UNIÃO \| \| \| RJ \| Rodrigo Neves (PDT) \| Cabo Daciolo (PDT) \| PSD / PDT / Patriota / Agir \| Daniel Soranz (PSD) Pedro Paulo (PSD) Hugo Leal (PSD) Laura Carneiro (PSD) 1 PDT \| \| \| RJ \| Felipe Santa Cruz (PSD) \| Cabo Daciolo (PDT) \| PSD / PDT / Patriota / Agir \| Daniel Soranz (PSD) Pedro Paulo (PSD) Hugo Leal (PSD) Laura Carneiro (PSD) 1 PDT \| \| \| RN \| Fábio Dantas (Solidariedade) \| Rogério Marinho (PL) \| PSD / Solidariedade / UNIÃO / PL / PP / PSC \| 4 PL, 2 UNIÃO \| \| \| RN \| Ivan Júnior (UNIÃO) \| Rogério Marinho (PL) \| PSD / Solidariedade / UNIÃO / PL / PP / PSC \| 4 PL, 2 UNIÃO \| \| \| RO \| Léo Moraes (PODE) \| Expedito Júnior (PSD) \| PSD / PODE / PMN \| \| \| \| RO \| Coronel Rildo (PSD) \| Expedito Júnior (PSD) \| PSD / PODE / PMN \| \| \| \| RR \| Antônio Denarium (PP) \| Hiran Gonçalves (PP) \| PSD / PP / Republicanos / UNIÃO / PRTB \| Zé Haroldo Cathedral (PSD) +3 Republicanos, 2 UNIÃO \| \| \| RR \| Edilson Damião (Republicanos) \| Hiran Gonçalves (PP) \| PSD / PP / Republicanos / UNIÃO / PRTB \| Zé Haroldo Cathedral (PSD) +3 Republicanos, 2 UNIÃO \| \| \| RS \| Eduardo Leite (PSDB) \| Ana Amélia Lemos (PSD) \| PSD / Fed. PSDB Cidadania / MDB / UNIÃO / PODE \| Danrlei (PSD) +3 FE PSDB Cidadania, 3 MDB, 1 UNIÃO, 1 PODE \| \| \| RS \| Gabriel Souza (MDB) \| Ana Amélia Lemos (PSD) \| PSD / Fed. PSDB Cidadania / MDB / UNIÃO / PODE \| Danrlei (PSD) +3 FE PSDB Cidadania, 3 MDB, 1 UNIÃO, 1 PODE \| \| \| SC \| Gean Loureiro (UNIÃO) \| Raimundo Colombo (PSD) \| PSD / UNIÃO / Patriota \| Ismael dos Santos (PSD) Ricardo Guidi (PSD) 1 UNIÃO \| \| \| SC \| Eron Giordani (PSD) \| Raimundo Colombo (PSD) \| PSD / UNIÃO / Patriota \| Ismael dos Santos (PSD) Ricardo Guidi (PSD) 1 UNIÃO \| \| \| SE \| Fábio Mitidieri (PSD) \| Laercio Oliveira (PP) \| PSD / PDT / PP / Republicanos / UNIÃO / PSC / Avante \| Fábio Reis (PSD) Delegada Katarina (PSD) +1 Republicanos, 2 UNIÃO \| \| \| SE \| Zezinho Sobral (PDT) \| Laercio Oliveira (PP) \| PSD / PDT / PP / Republicanos / UNIÃO / PSC / Avante \| Fábio Reis (PSD) Delegada Katarina (PSD) +1 Republicanos, 2 UNIÃO \| \| \| SP \| Tarcísio Gomes de Freitas (Republicanos) \| Marcos Pontes (PL) \| PSD / Republicanos / PL / PTB / PSC / PMN \| Marco Bertaiolli (PSD) Cezinha de Madureira (PSD) Ricardo Silva (PSD) +17 PL,5 Republicanos, 1 PSC \| \| \| SP \| Felicio Ramuth (PSD) \| Marcos Pontes (PL) \| PSD / Republicanos / PL / PTB / PSC / PMN \| Marco Bertaiolli (PSD) Cezinha de Madureira (PSD) Ricardo Silva (PSD) +17 PL,5 Republicanos, 1 PSC \| \| \| TO \| Irajá Abreu (PSD) \| ninguém \| PSD / PSB / PP / Avante / Patriota / PRTB / PROS \| \| \| \| TO \| Professora Lires (PSD) \| ninguém \| PSD / PSB / PP / Avante / Patriota / PRTB / PROS \| \| \| |                                          |                                    | | | |
| UF | Candidatos(as) a Governador(a) e a Vice  | Candidatos(as) a Senadores(as)     | Coligação majoritária (governo e senado)                                                                                     | Deputados(as) federais eleitos(as) | Deputados(as) estaduais eleitos(as) |
| AC | Sérgio Petecão (PSD)                     | Vanda Milani (PROS)                | PSD / PROS / PTB / Avante | | Pablo Bregense Eduardo Ribeiro |
| AC | Tota Filho (PSD)                         | Vanda Milani (PROS)                | PSD / PROS / PTB / Avante | | Pablo Bregense Eduardo Ribeiro |
| AL | Rui Palmeira (PSD)                       | ninguém                            | PSD / Republicanos / Patriota                                                                                                | | |
| AL | Arthur Albuquerque (Republicanos)        | ninguém                            | PSD / Republicanos / Patriota                                                                                                | | |
| AM | Eduardo Braga (MDB)                      | Omar Aziz (PSD)                    | PSD / MDB / FE Brasil (PT/PCdoB/PV)                                                                                          | Átila Lins Sidney Leite | |
| AM | Anne Moura (PT)                          | Omar Aziz (PSD)                    | PSD / MDB / FE Brasil (PT/PCdoB/PV)                                                                                          | Átila Lins Sidney Leite | |
| AP | Jaime Nunes (PSD)                        | Guaracy (PTB)                      | PSD / PTB / PSC / PROS / Agir                                                                                                | | Edna Auzier Lorran Barreto |
| AP | Liliane Albuquerque (PSD)                | Guaracy (PTB)                      | PSD / PTB / PSC / PROS / Agir                                                                                                | | Edna Auzier Lorran Barreto |
| BA | Jerônimo Rodrigues (PT)                  | Otto Alencar (PSD)                 | PSD / FE Brasil (PT/PCdoB/PV) / MDB / PSB / Avante                                                                           | Otto Filho Diego Coronel Antonio Brito Gabriel Nunes Sérgio Brito Paulo Magalhães +9 FE Brasil, 1 PSB, 1 Avante                                                                       | Claudia Oliveira Ricardo Rodrigues Eduardo Alencar Cafu Barreto Ângelo Coronel Filho Eures Ribeiro Pereira Adolfo Menezes Alex da Piatã Ivana Bastos |
| BA | Geraldo Junior (MDB)                     | Otto Alencar (PSD)                 | PSD / FE Brasil (PT/PCdoB/PV) / MDB / PSB / Avante                                                                           | Otto Filho Diego Coronel Antonio Brito Gabriel Nunes Sérgio Brito Paulo Magalhães +9 FE Brasil, 1 PSB, 1 Avante                                                                       | Claudia Oliveira Ricardo Rodrigues Eduardo Alencar Cafu Barreto Ângelo Coronel Filho Eures Ribeiro Pereira Adolfo Menezes Alex da Piatã Ivana Bastos |
| CE | Roberto Cláudio (PDT)                    | Érika Amorim (PSD)                 | PSD / PDT / PSB / PSC / Patriota / PMN / Agir / PMB / DC                                                                     | Célio Studart Domingos Neto Luiz Gastão +5 PDT | Gabriella Aguiar Lucílvio Girão Fernando Hugo |
| CE | Domingos Filho (PSD)                     | Érika Amorim (PSD)                 | PSD / PDT / PSB / PSC / Patriota / PMN / Agir / PMB / DC                                                                     | Célio Studart Domingos Neto Luiz Gastão +5 PDT | Gabriella Aguiar Lucílvio Girão Fernando Hugo |
| DF | Paulo Octávio (PSD)                      | Carlos Rodrigues (PSD)             | PSD / PSC / PODE / Patriota / PMB                                                                                            | | Robério Negreiros Jorge Vianna |
| DF | Felipe Belmonte (PSC)                    | Carlos Rodrigues (PSD)             | PSD / PSC / PODE / Patriota / PMB                                                                                            | | Robério Negreiros Jorge Vianna |
| ES | Guerino Zanon (PSD)                      | ninguém                            | PSD / DC / PMB | | |
| ES | Marcus Magalhães (PSD)                   | ninguém                            | PSD / DC / PMB | | |
| GO | Ronaldo Caiado (UNIÃO)                   | Vilmar Rocha (PSD) partido isolado | PSD / UNIÃO / MDB / PP / PSC / Solidariedade / Avante / PODE / PRTB / PDT / PROS                                             | Ismael Alexandrino + 2 MDB, 2 UNIÃO, 2 PP, 1 PDT, 1 PSC | Wilde Lopes Roriz Cairo Salim |
| GO | Daniel Vilela (MDB)                      | Vilmar Rocha (PSD) partido isolado | PSD / UNIÃO / MDB / PP / PSC / Solidariedade / Avante / PODE / PRTB / PDT / PROS                                             | Ismael Alexandrino + 2 MDB, 2 UNIÃO, 2 PP, 1 PDT, 1 PSC | Wilde Lopes Roriz Cairo Salim |
| MA | Edivaldo Holanda Júnior (PSD)            | ninguém                            | PSD / PRTB | Josivaldo JP | Mical Damasceno Eric Costa |
| MA | Prof. Andrea Heringer (PSD)              | ninguém                            | PSD / PRTB | Josivaldo JP | Mical Damasceno Eric Costa |
| MG | Alexandre Kalil (PSD)                    | Alexandre Silveira (PSD)           | PSD / FE Brasil (PT/PCdoB/PV) / PSB                                                                                          | Diego Andrade Misael Varella Stefano Aguiar Luiz Fernando + 10 FE Brasil | Cássio Soares Leandro Genaro Delegado Christiano Xavier Tito Torres Nacib Duarte Bechir Douglas Melo Repórter Rafael Martins                         |
| MG | André Quintão (PT)                       | Alexandre Silveira (PSD)           | PSD / FE Brasil (PT/PCdoB/PV) / PSB                                                                                          | Diego Andrade Misael Varella Stefano Aguiar Luiz Fernando + 10 FE Brasil | Cássio Soares Leandro Genaro Delegado Christiano Xavier Tito Torres Nacib Duarte Bechir Douglas Melo Repórter Rafael Martins                         |
| MS | Marquinhos Trad (PSD)                    | Odilon de Oliveira (PSD)           | PSD / PTB / PSC / Patriota                                                                                                   | | Pedrossian Neto |
| MS | Dra. Viviane Orro (PSD)                  | Odilon de Oliveira (PSD)           | PSD / PTB / PSC / Patriota                                                                                                   | | Pedrossian Neto |
| MT | Márcia Pinheiro (PV)                     | Neri Geller (PP)                   | PSD / FE Brasil (PV/PT/PCdoB) / PP / Solidariedade                                                                           | | Ondanir Bortolini Wilson Santos |
| MT | Vanderlúcio Rodrigues (PP)               | Neri Geller (PP)                   | PSD / FE Brasil (PV/PT/PCdoB) / PP / Solidariedade                                                                           | | Ondanir Bortolini Wilson Santos |
| PA | Helder Barbalho (MDB)                    | Beto Faro (PT)                     | PSD / MDB / FE Brasil (PT/PCdoB/PV) / Fed. PSDB Cidadania / PP / PODE / UNIÃO / PDT / PSB / Avante / Republicanos / PTB / DC | Júnior Ferrari Raimundo Santos +9 MDB, 2 FE Brasil, 1 UNIÃO | Gustavo Sefer Nilton Neves |
| PA | Hanna Ghassan (MDB)                      | Flexa Ribeiro (PP)                 | PSD / MDB / FE Brasil (PT/PCdoB/PV) / Fed. PSDB Cidadania / PP / PODE / UNIÃO / PDT / PSB / Avante / Republicanos / PTB / DC | Júnior Ferrari Raimundo Santos +9 MDB, 2 FE Brasil, 1 UNIÃO | Gustavo Sefer Nilton Neves |
| PA | Hanna Ghassan (MDB)                      | Jardel Guimarães (PODE)            | PSD / MDB / FE Brasil (PT/PCdoB/PV) / Fed. PSDB Cidadania / PP / PODE / UNIÃO / PDT / PSB / Avante / Republicanos / PTB / DC | Júnior Ferrari Raimundo Santos +9 MDB, 2 FE Brasil, 1 UNIÃO | Gustavo Sefer Nilton Neves |
| PA | Hanna Ghassan (MDB)                      | Manoel Pioneiro (PSDB)             | PSD / MDB / FE Brasil (PT/PCdoB/PV) / Fed. PSDB Cidadania / PP / PODE / UNIÃO / PDT / PSB / Avante / Republicanos / PTB / DC | Júnior Ferrari Raimundo Santos +9 MDB, 2 FE Brasil, 1 UNIÃO | Gustavo Sefer Nilton Neves |
| PB | João Azevêdo (PSB)                       | Pollyanna Dutra (PSB)              | PSD / PSB / PP / Avante / PODE / Solidariedade / Republicanos / Patriota / Agir / PMN                                        | 1 PSB, 2 PP, 3 Republicanos | |
| PB | Lucas Ribeiro (PP)                       | Pollyanna Dutra (PSB)              | PSD / PSB / PP / Avante / PODE / Solidariedade / Republicanos / Patriota / Agir / PMN                                        | 1 PSB, 2 PP, 3 Republicanos | |
| PE | Marília Arraes (Solidariedade)           | André de Paula (PSD)               | PSD / Solidariedade / Avante / PROS / Agir / PMN                                                                             | 1 Solidariedade, 1 Avante | |
| PE | Sebastião Oliveira (Avante)              | André de Paula (PSD)               | PSD / Solidariedade / Avante / PROS / Agir / PMN                                                                             | 1 Solidariedade, 1 Avante | |
| PI | Rafael Fonteles (PT)                     | Wellington Dias (PT)               | PSD / FE Brasil (PT/PCdoB/PV) / MDB / PSB / PROS / Solidariedade / Agir                                                      | Júlio César (PSD) Castro Neto (PSD) Marcos Aurélio Sampaio (PSD) +5 FE Brasil | |
| PI | Themístocles Filho (MDB)                 | Wellington Dias (PT)               | PSD / FE Brasil (PT/PCdoB/PV) / MDB / PSB / PROS / Solidariedade / Agir                                                      | Júlio César (PSD) Castro Neto (PSD) Marcos Aurélio Sampaio (PSD) +5 FE Brasil | |
| PR | Ratinho Júnior (PSD)                     | ninguém                            | PSD / PP / MDB / Republicanos / PL / PROS / Solidariedade / UNIÃO / PTB / PMB / Agir                                         | Beto Preto (PSD) Sandro Alex (PSD) Sargento Fahur (PSD) Paulo Litro (PSD) Leandre (PSD) Luísa Canziani (PSD) Luiz Nishimori (PSD) +4 PP, 1 MDB, 1 Republicanos, 3 PL, 1 PROS, 4 UNIÃO | |
| PR | Darci Piana (PSD)                        | ninguém                            | PSD / PP / MDB / Republicanos / PL / PROS / Solidariedade / UNIÃO / PTB / PMB / Agir                                         | Beto Preto (PSD) Sandro Alex (PSD) Sargento Fahur (PSD) Paulo Litro (PSD) Leandre (PSD) Luísa Canziani (PSD) Luiz Nishimori (PSD) +4 PP, 1 MDB, 1 Republicanos, 3 PL, 1 PROS, 4 UNIÃO | |
| RJ | Rodrigo Neves (PDT)                      | Cabo Daciolo (PDT)                 | PSD / PDT / Patriota / Agir                                                                                                  | Daniel Soranz (PSD) Pedro Paulo (PSD) Hugo Leal (PSD) Laura Carneiro (PSD) 1 PDT | |
| RJ | Felipe Santa Cruz (PSD)                  | Cabo Daciolo (PDT)                 | PSD / PDT / Patriota / Agir                                                                                                  | Daniel Soranz (PSD) Pedro Paulo (PSD) Hugo Leal (PSD) Laura Carneiro (PSD) 1 PDT | |
| RN | Fábio Dantas (Solidariedade)             | Rogério Marinho (PL)               | PSD / Solidariedade / UNIÃO / PL / PP / PSC                                                                                  | 4 PL, 2 UNIÃO | |
| RN | Ivan Júnior (UNIÃO)                      | Rogério Marinho (PL)               | PSD / Solidariedade / UNIÃO / PL / PP / PSC                                                                                  | 4 PL, 2 UNIÃO | |
| RO | Léo Moraes (PODE)                        | Expedito Júnior (PSD)              | PSD / PODE / PMN | | |
| RO | Coronel Rildo (PSD)                      | Expedito Júnior (PSD)              | PSD / PODE / PMN | | |
| RR | Antônio Denarium (PP)                    | Hiran Gonçalves (PP)               | PSD / PP / Republicanos / UNIÃO / PRTB                                                                                       | Zé Haroldo Cathedral (PSD) +3 Republicanos, 2 UNIÃO | |
| RR | Edilson Damião (Republicanos)            | Hiran Gonçalves (PP)               | PSD / PP / Republicanos / UNIÃO / PRTB                                                                                       | Zé Haroldo Cathedral (PSD) +3 Republicanos, 2 UNIÃO | |
| RS | Eduardo Leite (PSDB)                     | Ana Amélia Lemos (PSD)             | PSD / Fed. PSDB Cidadania / MDB / UNIÃO / PODE                                                                               | Danrlei (PSD) +3 FE PSDB Cidadania, 3 MDB, 1 UNIÃO, 1 PODE | |
| RS | Gabriel Souza (MDB)                      | Ana Amélia Lemos (PSD)             | PSD / Fed. PSDB Cidadania / MDB / UNIÃO / PODE                                                                               | Danrlei (PSD) +3 FE PSDB Cidadania, 3 MDB, 1 UNIÃO, 1 PODE | |
| SC | Gean Loureiro (UNIÃO)                    | Raimundo Colombo (PSD)             | PSD / UNIÃO / Patriota | Ismael dos Santos (PSD) Ricardo Guidi (PSD) 1 UNIÃO | |
| SC | Eron Giordani (PSD)                      | Raimundo Colombo (PSD)             | PSD / UNIÃO / Patriota | Ismael dos Santos (PSD) Ricardo Guidi (PSD) 1 UNIÃO | |
| SE | Fábio Mitidieri (PSD)                    | Laercio Oliveira (PP)              | PSD / PDT / PP / Republicanos / UNIÃO / PSC / Avante                                                                         | Fábio Reis (PSD) Delegada Katarina (PSD) +1 Republicanos, 2 UNIÃO | |
| SE | Zezinho Sobral (PDT)                     | Laercio Oliveira (PP)              | PSD / PDT / PP / Republicanos / UNIÃO / PSC / Avante                                                                         | Fábio Reis (PSD) Delegada Katarina (PSD) +1 Republicanos, 2 UNIÃO | |
| SP | Tarcísio Gomes de Freitas (Republicanos) | Marcos Pontes (PL)                 | PSD / Republicanos / PL / PTB / PSC / PMN                                                                                    | Marco Bertaiolli (PSD) Cezinha de Madureira (PSD) Ricardo Silva (PSD) +17 PL,5 Republicanos, 1 PSC                                                                                    | |
| SP | Felicio Ramuth (PSD)                     | Marcos Pontes (PL)                 | PSD / Republicanos / PL / PTB / PSC / PMN                                                                                    | Marco Bertaiolli (PSD) Cezinha de Madureira (PSD) Ricardo Silva (PSD) +17 PL,5 Republicanos, 1 PSC                                                                                    | |
| TO | Irajá Abreu (PSD)                        | ninguém                            | PSD / PSB / PP / Avante / Patriota / PRTB / PROS                                                                             | | |
| TO | Professora Lires (PSD)                   | ninguém                            | PSD / PSB / PP / Avante / Patriota / PRTB / PROS                                                                             | | |

| Participação e desempenho do PSD nas eleições estaduais de 2018 |                                         |                                | | | |
| Candidatos majoritários eleitos (12 governadores e 24 senadores). Em negrito estão os candidatos filiados ao PSD durante a eleição. Os cargos obtidos na Câmara Federal e nas Assembleias Legislativas são referentes às coligações proporcionais que o PSD compôs. Tais coligações não são necessariamente iguais às coligações majoritárias e geralmente são menores. Não estão listados os futuros suplentes empossados. \| UF \| Candidatos(as) a Governador(a) e a Vice \| Candidatos(as) a Senadores(as) \| Coligação majoritária (governo e senado) \| Deputados(as) federais eleitos(as) — 146 \| Deputados(as) estaduais eleitos(as) — 234 \| \| -- \| ----------------------------------------- \| ------------------------------ \| ------------------------------------------------------------------------------------------------------------ \| ------------------------------------------------------------------------------------------------------------------------------ \| ----------------------------------------------------------------------------------------------------------------------------------------------------------------------------------------------------------------------------------------------------------------- \| \| AC \| Gladson Cameli (PP) \| Márcio Bittar (MDB) \| PSD / PP / MDB / PSDB / DEM / SD / PR / PTB / PMN / PTC / PPS \| 2 MDB, 1 PSDB, 1 DEM, 1 SD \| 3 MDB \| \| AC \| Major Rocha (PSDB) \| Sérgio Petecão (PSD) \| PSD / PP / MDB / PSDB / DEM / SD / PR / PTB / PMN / PTC / PPS \| 2 MDB, 1 PSDB, 1 DEM, 1 SD \| 3 MDB \| \| AL \| Renan Filho (MDB) \| Renan Calheiros (MDB) \| PSD / MDB / PR / PT / PCdoB / PTB / PDT / PHS / PV / DC / PODE / PRP / PMB / PPS / PRTB / PMN / Avante \| Marx Beltrão (PSD) 1 PR, 1 PTB, 1 MDB, 1 PT \| Gilvan Barros Filho (PSD), Yvan Beltrão (PSD) + 6 MDB, 1 SD, 1 PTB \| \| AL \| Luciano Barbosa (MDB) \| Maurício Quintella Lessa (PR) \| PSD / MDB / PR / PT / PCdoB / PTB / PDT / PHS / PV / DC / PODE / PRP / PMB / PPS / PRTB / PMN / Avante \| Marx Beltrão (PSD) 1 PR, 1 PTB, 1 MDB, 1 PT \| Gilvan Barros Filho (PSD), Yvan Beltrão (PSD) + 6 MDB, 1 SD, 1 PTB \| \| AM \| Omar Aziz (PSD) \| Plínio Valério (PSDB) \| PSD / PSDB / PRB / DEM / PTC / Patriota \| Sidney Leite (PSD) + 2 PRB \| Josué Neto (PSD) Ricardo Nicolau (PSD) + 1 DEM, 1 PRB \| \| AM \| Arthur Bisneto (PSDB) \| Plínio Valério (PSDB) \| PSD / PSDB / PRB / DEM / PTC / Patriota \| Sidney Leite (PSD) + 2 PRB \| Josué Neto (PSD) Ricardo Nicolau (PSD) + 1 DEM, 1 PRB \| \| AP \| Davi Alcolumbre (DEM) \| Randolfe Rodrigues (REDE) \| PSD / DEM / PP / REDE / PSDB / PSC / PODE / PPL / SD / Avante / Patriota \| 1 PSDB, 1 PP \| Edna Auzier (PSD) + 1 SD \| \| AP \| Silvana Vedovelli (PP) \| Sebastião Bala Rocha (PSDB) \| PSD / DEM / PP / REDE / PSDB / PSC / PODE / PPL / SD / Avante / Patriota \| 1 PSDB, 1 PP \| Edna Auzier (PSD) + 1 SD \| \| BA \| Rui Costa (PT) \| Jaques Wagner (PT) \| PSD / PT / PP / PDT / PODE / PSB / PCdoB / PR / PRP / PMB / PMN / PROS / PTC / Avante \| Antonio Brito (PSD), José Nunes (PSD), Otto Alencar Filho (PSD), Sérgio Brito (PSD) + 8 PT, 4 PP, 2 PSB, 2 PCdoB, 2 PR, 1 PODE \| Adolfo Menezes (PSD), Alan Castro (PSD), Alex da Piatã (PSD), Diego Coronel (PSD), Eduardo Alencar (PSD), Ivana Bastos (PSD), Jusmari Oliveira (PSD), Mirela Macedo (PSD), Rogério Andrade Filho (PSD) + 10 PT, 7 PP, 4 PSB, 3 PDT, 1 PR, 1 PRP, 1 PODE, 1 Avante \| \| BA \| João Leão (PP) \| Angelo Coronel (PSD) \| PSD / PT / PP / PDT / PODE / PSB / PCdoB / PR / PRP / PMB / PMN / PROS / PTC / Avante \| Antonio Brito (PSD), José Nunes (PSD), Otto Alencar Filho (PSD), Sérgio Brito (PSD) + 8 PT, 4 PP, 2 PSB, 2 PCdoB, 2 PR, 1 PODE \| Adolfo Menezes (PSD), Alan Castro (PSD), Alex da Piatã (PSD), Diego Coronel (PSD), Eduardo Alencar (PSD), Ivana Bastos (PSD), Jusmari Oliveira (PSD), Mirela Macedo (PSD), Rogério Andrade Filho (PSD) + 10 PT, 7 PP, 4 PSB, 3 PDT, 1 PR, 1 PRP, 1 PODE, 1 Avante \| \| CE \| apoio informal a Camilo Santana (PT)[106] \| Eunício Oliveira (MDB) \| PT / PDT / PP / PSB / PR / PTB / DEM / PCdoB / PPS / PRP / PV / PMN / PPL / PRTB / PMB / Patriota \| Domingos Neto (PSD) 1 MDB, 1 SD \| Érika Amorim (PSD), Patrícia Aguiar (PSD) + 4 MDB, 2 SD, 1 PRB \| \| CE \| apoio informal a Izolda Cela (PDT)[106] \| Alberto Bardawil (PODE) \| PT / PDT / PP / PSB / PR / PTB / DEM / PCdoB / PPS / PRP / PV / PMN / PPL / PRTB / PMB / Patriota \| Domingos Neto (PSD) 1 MDB, 1 SD \| Érika Amorim (PSD), Patrícia Aguiar (PSD) + 4 MDB, 2 SD, 1 PRB \| \| DF \| Rogério Rosso (PSD) \| Cristovam Buarque (PPS) \| PSD / PRB / PSC / SD / PODE / PPS \| 1 PRB, 1 PPS \| Robério Negreiros (PSD) + 1 PODE \| \| DF \| Egmar Tavares (PRB) \| Fernando Marques (SD) \| PSD / PRB / PSC / SD / PODE / PPS \| 1 PRB, 1 PPS \| Robério Negreiros (PSD) + 1 PODE \| \| ES \| Renato Casagrande (PSB) \| Marcos do Val (PPS) \| PSD / PSB / PSDB / DEM / PPS / PCdoB / PV / DC / SD / PP / PTC / PDT / PPL / PRP / PSC / PHS / PROS / Avante \| 1 PDT, 1 DEM \| Enivaldo dos Anjos (PSD) + 1 PDT, 1 DEM \| \| ES \| Jacqueline Moraes (PSB) \| Ricardo Ferraço (PSDB) \| PSD / PSB / PSDB / DEM / PPS / PCdoB / PV / DC / SD / PP / PTC / PDT / PPL / PRP / PSC / PHS / PROS / Avante \| 1 PDT, 1 DEM \| Enivaldo dos Anjos (PSD) + 1 PDT, 1 DEM \| \| GO \| José Eliton (PSDB) \| Vanderlan Cardoso (PP) \| PSD / PSDB / PPS / PSB / PTB / SD / PV / NOVO / REDE / Avante / Patriota \| Francisco Júnior (PSD) + 1 PR, 1 SD, 1 PSB, 1 PSDB \| Lucas Calil (PSD), Wilde Cambão (PSD) + 1 PTB \| \| GO \| Raquel Teixeira (PSDB) \| Marconi Perillo (PSDB) \| PSD / PSDB / PPS / PSB / PTB / SD / PV / NOVO / REDE / Avante / Patriota \| Francisco Júnior (PSD) + 1 PR, 1 SD, 1 PSB, 1 PSDB \| Lucas Calil (PSD), Wilde Cambão (PSD) + 1 PTB \| \| MA \| Roseana Sarney (MDB) \| Edison Lobão (MDB) \| PSD / MDB / PV / PSC / PRP / PMB \| Edilázio Júnior (PSD) + 2 MDB \| 3 PV, 2 MDB \| \| MA \| Ribinha Cunha (PSC) \| Sarney Filho (PV) \| PSD / MDB / PV / PSC / PRP / PMB \| Edilázio Júnior (PSD) + 2 MDB \| 3 PV, 2 MDB \| \| MG \| Antonio Anastasia (PSDB) \| Rodrigo Pacheco (DEM) \| PSD / PSDB / PTB / DEM / SD / PPS / PMN / PSC / PP / PTC / PMB / Patriota \| Diego Andrade (PSD), Misael Varella (PSD), Stefano Aguiar (PSD) + 5 PSDB, 2 PP, 1 SD, 1 DEM \| Cássio Soares (PSD), Duarte Bechir (PSD), Leandro Genaro (PSD), Wilson Batista (PSD) + 7 PSDB, 1 PPS, 1 DEM, 1 PP \| \| MG \| Marcos Montes (PSD) \| Dinis Pinheiro (SD) \| PSD / PSDB / PTB / DEM / SD / PPS / PMN / PSC / PP / PTC / PMB / Patriota \| Diego Andrade (PSD), Misael Varella (PSD), Stefano Aguiar (PSD) + 5 PSDB, 2 PP, 1 SD, 1 DEM \| Cássio Soares (PSD), Duarte Bechir (PSD), Leandro Genaro (PSD), Wilson Batista (PSD) + 7 PSDB, 1 PPS, 1 DEM, 1 PP \| \| MS \| Reinaldo Azambuja (PSDB) \| Nelsinho Trad (PTB) \| PSD / PSDB / DEM / PPS / PP / PMB / PSB / PTB / PSL / PROS / PMN / SD / Avante / Patriota \| Fábio Trad (PSD) + 2 PSDB, 1 DEM \| Londres Machado (PSD) + 1 Patriota \| \| MS \| Murilo Zauith (DEM) \| Marcelo Miglioli (PSDB) \| PSD / PSDB / DEM / PPS / PP / PMB / PSB / PTB / PSL / PROS / PMN / SD / Avante / Patriota \| Fábio Trad (PSD) + 2 PSDB, 1 DEM \| Londres Machado (PSD) + 1 Patriota \| \| MT \| Mauro Mendes (DEM) \| Jayme Campos (DEM) \| PSD / DEM / PDT / PSC / MDB / PMB / PHS / PRP / PTC \| 2 MDB \| Nininho (PSD) + 3 MDB, 2 DEM, 2 PSC, 1 PDT \| \| MT \| Otaviano Pivetta (PDT) \| Carlos Fávaro (PSD) \| PSD / DEM / PDT / PSC / MDB / PMB / PHS / PRP / PTC \| 2 MDB \| Nininho (PSD) + 3 MDB, 2 DEM, 2 PSC, 1 PDT \| \| PA \| Helder Barbalho (MDB) \| Jader Barbalho (MDB) \| PSD / MDB / PR / PP / PRB / PSC / PTB / PROS / PODE / PSL / PHS / DC / PMB / PTC / Avante / Patriota \| Éder Mauro (PSD), Joaquim Passarinho (PSD), Júnior Ferrari (PSD) + 2 MDB, 2 PTB, 1 PR, 1 PRB \| Gustavo Sefer (PSD), Michele Begot (PSD), Paula Gomes (PSD) + 6 MDB, 1 DC \| \| PA \| Lúcio Vale (PR) \| Zequinha Marinho (PSC) \| PSD / MDB / PR / PP / PRB / PSC / PTB / PROS / PODE / PSL / PHS / DC / PMB / PTC / Avante / Patriota \| Éder Mauro (PSD), Joaquim Passarinho (PSD), Júnior Ferrari (PSD) + 2 MDB, 2 PTB, 1 PR, 1 PRB \| Gustavo Sefer (PSD), Michele Begot (PSD), Paula Gomes (PSD) + 6 MDB, 1 DC \| \| PB \| Lucélio Cartaxo (PV) \| Daniella Ribeiro (PP) \| PSD / PSDB / PP / PSC / PV / SD / DC / PRTB / PHS / PTC / PSL / PPL \| 3 PSDB \| Manoel Ludgério (PSD) + 3 PSDB, 2 PP, 1 PSC \| \| PB \| Michele Rodrigues (PSDB) \| Cássio Cunha Lima (PSDB) \| PSD / PSDB / PP / PSC / PV / SD / DC / PRTB / PHS / PTC / PSL / PPL \| 3 PSDB \| Manoel Ludgério (PSD) + 3 PSDB, 2 PP, 1 PSC \| \| PE \| Armando Monteiro (PTB) \| Mendonça Filho (DEM) \| PSD / PTB / PODE / PSDB / DEM / PSC / PR / PPS / PRB / PSL / PHS / DC / PMB \| André de Paula (PSD) + 5 PSB, 1 MDB, 1 PCdoB \| Joaquim Lira (PSD), Rodrigo Novaes (PSD), Romário Dias (PSD) + 11 PSB, 1 MDB \| \| PE \| Fred Ferreira (PSC) \| Bruno Araújo (PSDB) \| PSD / PTB / PODE / PSDB / DEM / PSC / PR / PPS / PRB / PSL / PHS / DC / PMB \| André de Paula (PSD) + 5 PSB, 1 MDB, 1 PCdoB \| Joaquim Lira (PSD), Rodrigo Novaes (PSD), Romário Dias (PSD) + 11 PSB, 1 MDB \| \| PI \| Wellington Dias (PT) \| Ciro Nogueira (PP) \| PSD / PT / MDB / PP / PR / PCdoB / PRTB / PTB / PDT \| Júlio César (PSD) + 2 PT, 2 PP, 1 PR, 1 PDT, 1 MDB \| Georgiano Neto (PSD) + 6 MDB, 5 PT, 5 PP, 3 PR, 2 PTB, 1 PDT, 1 PRTB \| \| PI \| Regina Sousa (PT) \| Marcelo Castro (MDB) \| PSD / PT / MDB / PP / PR / PCdoB / PRTB / PTB / PDT \| Júlio César (PSD) + 2 PT, 2 PP, 1 PR, 1 PDT, 1 MDB \| Georgiano Neto (PSD) + 6 MDB, 5 PT, 5 PP, 3 PR, 2 PTB, 1 PDT, 1 PRTB \| \| PR \| Ratinho Júnior (PSD) \| Oriovisto Guimarães (PODE) \| PSD / PODE / PSC / PR / PPS / PRB / PHS / PV / Avante \| Ney Leprevost (PSD), Sandro Alex (PSD), Sargento Fahur (PSD), Vermelho (PSD) + 3 PR, 1 PSC, 1 PODE, 1 PPS \| Cobra Repórter (PSD), Delegado Recalcatri (PSD), Francisco Bührer (PSD), Guto Silva (PSD), Marcio Nunes (PSD), Mauro Moraes (PSD) + 4 PSC \| \| PR \| Darci Piana (PSD) \| Oriovisto Guimarães (PODE) \| PSD / PODE / PSC / PR / PPS / PRB / PHS / PV / Avante \| Ney Leprevost (PSD), Sandro Alex (PSD), Sargento Fahur (PSD), Vermelho (PSD) + 3 PR, 1 PSC, 1 PODE, 1 PPS \| Cobra Repórter (PSD), Delegado Recalcatri (PSD), Francisco Bührer (PSD), Guto Silva (PSD), Marcio Nunes (PSD), Mauro Moraes (PSD) + 4 PSC \| \| RJ \| Indio da Costa (PSD) \| Arolde de Oliveira (PSD) \| nenhuma \| Alexandre Serfiotis (PSD), Flordelis (PSD), Hugo Leal (PSD) \| Delegado Carlos Augusto (PSD), Jorge Felippe Neto (PSD), Rosane Felix (PSD) \| \| RJ \| Zaqueu Teixeira (PSD) \| Arolde de Oliveira (PSD) \| nenhuma \| Alexandre Serfiotis (PSD), Flordelis (PSD), Hugo Leal (PSD) \| Delegado Carlos Augusto (PSD), Jorge Felippe Neto (PSD), Rosane Felix (PSD) \| \| RN \| Robinson Faria (PSD) \| Geraldo Melo (PSDB) \| PSD / PSDB/ PTB / PR / PPS / PRB / PMB / PTC / PSB / PRP / PROS / Avante \| Fábio Faria (PSD) 1 PTC, 1 PR, 1 PSB \| Galeno Torquato (PSD), Vivaldo Costa (PSD) + 5 PSDB, 1 PR, 1 PROS \| \| RN \| Tião Couto (PRB) \| Geraldo Melo (PSDB) \| PSD / PSDB/ PTB / PR / PPS / PRB / PMB / PTC / PSB / PRP / PROS / Avante \| Fábio Faria (PSD) 1 PTC, 1 PR, 1 PSB \| Galeno Torquato (PSD), Vivaldo Costa (PSD) + 5 PSDB, 1 PR, 1 PROS \| \| RO \| Expedito Júnior (PSDB) \| Marcos Rogério (DEM) \| PSD / PSDB / DEM / PRB / PR / Patriota \| Expedito Netto (PSD) + 1 PSDB \| Adailton Fúria (PSD) + 1 PSDB, 1 DEM \| \| RO \| Maurício de Moraes (PSDB) \| Edésio Fernandes (PRB) \| PSD / PSDB / DEM / PRB / PR / Patriota \| Expedito Netto (PSD) + 1 PSDB \| Adailton Fúria (PSD) + 1 PSDB, 1 DEM \| \| RR \| Anchieta Júnior (PSDB) \| Chico Rodrigues (DEM) \| PSD / PSDB / DEM / MDB / SD / PPS / DC \| Haroldo Cathedral (PSD) + 1 SD \| ninguém \| \| RR \| Abel Galinha (DEM) \| Romero Jucá (MDB) \| PSD / PSDB / DEM / MDB / SD / PPS / DC \| Haroldo Cathedral (PSD) + 1 SD \| ninguém \| \| RS \| José Ivo Sartori (MDB) \| Beto Albuquerque (PSB) \| PSD / MDB / PSC / PR / PSB / PMN / PRP / PTC / Patriota \| Danrlei Hinterholz (PSD) \| Gaúcho da Geral (PSD) + 2 PR \| \| RS \| José Paulo Cairoli (PSD) \| José Fogaça (MDB) \| PSD / MDB / PSC / PR / PSB / PMN / PRP / PTC / Patriota \| Danrlei Hinterholz (PSD) \| Gaúcho da Geral (PSD) + 2 PR \| \| SC \| Gelson Merisio (PSD) \| Esperidião Amin (PP) \| PSD / DEM / PP / PCdoB / PDT / PRB / PSC / PSB / PV / SD / PODE / PROS / PHS / PRP / PPL \| Darci de Matos (PSD), Ricardo Guidi (PSD) + 1 PP \| Ismael dos Santos (PSD), Júlio Garcia (PSD), Kennedy Nunes (PSD), Marlene Fengler (PSD), Milton Hobus (PSD) + 3 PP, 1 PSC \| \| SC \| João Paulo Kleinübing (DEM) \| Raimundo Colombo (PSD) \| PSD / DEM / PP / PCdoB / PDT / PRB / PSC / PSB / PV / SD / PODE / PROS / PHS / PRP / PPL \| Darci de Matos (PSD), Ricardo Guidi (PSD) + 1 PP \| Ismael dos Santos (PSD), Júlio Garcia (PSD), Kennedy Nunes (PSD), Marlene Fengler (PSD), Milton Hobus (PSD) + 3 PP, 1 PSC \| \| SE \| Belivaldo Chagas (PSD) \| Rogério Carvalho (PT) \| PSD / PT / PCdoB / MDB / PP / DC / PHS \| Fábio Mitidieri (PSD) + 1 PP, 1 MDB, 1 PT \| Adailton Martins (PSD), Goretti Reis (PSD), Jeferson Andrade (PSD), Maisa Mitidieri (PSD) + 3 MDB, 2 PT \| \| SE \| Eliane Aquino (PT) \| Jackson Barreto (MDB) \| PSD / PT / PCdoB / MDB / PP / DC / PHS \| Fábio Mitidieri (PSD) + 1 PP, 1 MDB, 1 PT \| Adailton Martins (PSD), Goretti Reis (PSD), Jeferson Andrade (PSD), Maisa Mitidieri (PSD) + 3 MDB, 2 PT \| \| SP \| João Dória (PSDB) \| Mara Gabrilli (PSDB) \| PSD / PSDB / DEM / PRB / PP / PTC \| Cezinha de Madureira (PSD), Marco Bertaiolli (PSD) + 6 PSDB, 5 DEM, 4 PP \| Alex de Madureira (PSD), Marta Costa (PSD) + 8 PSDB, 7 DEM, 6 PRB, 4 PP \| \| SP \| Rodrigo Garcia (DEM) \| Ricardo Tripoli (PSDB) \| PSD / PSDB / DEM / PRB / PP / PTC \| Cezinha de Madureira (PSD), Marco Bertaiolli (PSD) + 6 PSDB, 5 DEM, 4 PP \| Alex de Madureira (PSD), Marta Costa (PSD) + 8 PSDB, 7 DEM, 6 PRB, 4 PP \| \| TO \| Márlon Reis (REDE) \| Irajá Abreu (PSD) \| PSD / REDE / PV / PTB / PCdoB / PT / PDT / PRTB \| 1 PT \| 2 PV \| \| TO \| José Geraldo (PTB) \| Paulo Mourão (PT) \| PSD / REDE / PV / PTB / PCdoB / PT / PDT / PRTB \| 1 PT \| 2 PV \| |                                         |                                | | | |
| UF | Candidatos(as) a Governador(a) e a Vice | Candidatos(as) a Senadores(as) | Coligação majoritária (governo e senado)                                                                     | Deputados(as) federais eleitos(as) — 146                                                                                       | Deputados(as) estaduais eleitos(as) — 234 |
| AC | Gladson Cameli (PP)                     | Márcio Bittar (MDB)            | PSD / PP / MDB / PSDB / DEM / SD / PR / PTB / PMN / PTC / PPS                                                | 2 MDB, 1 PSDB, 1 DEM, 1 SD | 3 MDB |
| AC | Major Rocha (PSDB)                      | Sérgio Petecão (PSD)           | PSD / PP / MDB / PSDB / DEM / SD / PR / PTB / PMN / PTC / PPS                                                | 2 MDB, 1 PSDB, 1 DEM, 1 SD | 3 MDB |
| AL | Renan Filho (MDB)                       | Renan Calheiros (MDB)          | PSD / MDB / PR / PT / PCdoB / PTB / PDT / PHS / PV / DC / PODE / PRP / PMB / PPS / PRTB / PMN / Avante       | Marx Beltrão (PSD) 1 PR, 1 PTB, 1 MDB, 1 PT                                                                                    | Gilvan Barros Filho (PSD), Yvan Beltrão (PSD) + 6 MDB, 1 SD, 1 PTB |
| AL | Luciano Barbosa (MDB)                   | Maurício Quintella Lessa (PR)  | PSD / MDB / PR / PT / PCdoB / PTB / PDT / PHS / PV / DC / PODE / PRP / PMB / PPS / PRTB / PMN / Avante       | Marx Beltrão (PSD) 1 PR, 1 PTB, 1 MDB, 1 PT                                                                                    | Gilvan Barros Filho (PSD), Yvan Beltrão (PSD) + 6 MDB, 1 SD, 1 PTB |
| AM | Omar Aziz (PSD)                         | Plínio Valério (PSDB)          | PSD / PSDB / PRB / DEM / PTC / Patriota                                                                      | Sidney Leite (PSD) + 2 PRB | Josué Neto (PSD) Ricardo Nicolau (PSD) + 1 DEM, 1 PRB |
| AM | Arthur Bisneto (PSDB)                   | Plínio Valério (PSDB)          | PSD / PSDB / PRB / DEM / PTC / Patriota                                                                      | Sidney Leite (PSD) + 2 PRB | Josué Neto (PSD) Ricardo Nicolau (PSD) + 1 DEM, 1 PRB |
| AP | Davi Alcolumbre (DEM)                   | Randolfe Rodrigues (REDE)      | PSD / DEM / PP / REDE / PSDB / PSC / PODE / PPL / SD / Avante / Patriota                                     | 1 PSDB, 1 PP | Edna Auzier (PSD) + 1 SD |
| AP | Silvana Vedovelli (PP)                  | Sebastião Bala Rocha (PSDB)    | PSD / DEM / PP / REDE / PSDB / PSC / PODE / PPL / SD / Avante / Patriota                                     | 1 PSDB, 1 PP | Edna Auzier (PSD) + 1 SD |
| BA | Rui Costa (PT)                          | Jaques Wagner (PT)             | PSD / PT / PP / PDT / PODE / PSB / PCdoB / PR / PRP / PMB / PMN / PROS / PTC / Avante                        | Antonio Brito (PSD), José Nunes (PSD), Otto Alencar Filho (PSD), Sérgio Brito (PSD) + 8 PT, 4 PP, 2 PSB, 2 PCdoB, 2 PR, 1 PODE | Adolfo Menezes (PSD), Alan Castro (PSD), Alex da Piatã (PSD), Diego Coronel (PSD), Eduardo Alencar (PSD), Ivana Bastos (PSD), Jusmari Oliveira (PSD), Mirela Macedo (PSD), Rogério Andrade Filho (PSD) + 10 PT, 7 PP, 4 PSB, 3 PDT, 1 PR, 1 PRP, 1 PODE, 1 Avante |
| BA | João Leão (PP)                          | Angelo Coronel (PSD)           | PSD / PT / PP / PDT / PODE / PSB / PCdoB / PR / PRP / PMB / PMN / PROS / PTC / Avante                        | Antonio Brito (PSD), José Nunes (PSD), Otto Alencar Filho (PSD), Sérgio Brito (PSD) + 8 PT, 4 PP, 2 PSB, 2 PCdoB, 2 PR, 1 PODE | Adolfo Menezes (PSD), Alan Castro (PSD), Alex da Piatã (PSD), Diego Coronel (PSD), Eduardo Alencar (PSD), Ivana Bastos (PSD), Jusmari Oliveira (PSD), Mirela Macedo (PSD), Rogério Andrade Filho (PSD) + 10 PT, 7 PP, 4 PSB, 3 PDT, 1 PR, 1 PRP, 1 PODE, 1 Avante |
| CE | apoio informal a Camilo Santana (PT)    | Eunício Oliveira (MDB)         | PT / PDT / PP / PSB / PR / PTB / DEM / PCdoB / PPS / PRP / PV / PMN / PPL / PRTB / PMB / Patriota            | Domingos Neto (PSD) 1 MDB, 1 SD                                                                                                | Érika Amorim (PSD), Patrícia Aguiar (PSD) + 4 MDB, 2 SD, 1 PRB |
| CE | apoio informal a Izolda Cela (PDT)      | Alberto Bardawil (PODE)        | PT / PDT / PP / PSB / PR / PTB / DEM / PCdoB / PPS / PRP / PV / PMN / PPL / PRTB / PMB / Patriota            | Domingos Neto (PSD) 1 MDB, 1 SD                                                                                                | Érika Amorim (PSD), Patrícia Aguiar (PSD) + 4 MDB, 2 SD, 1 PRB |
| DF | Rogério Rosso (PSD)                     | Cristovam Buarque (PPS)        | PSD / PRB / PSC / SD / PODE / PPS                                                                            | 1 PRB, 1 PPS | Robério Negreiros (PSD) + 1 PODE |
| DF | Egmar Tavares (PRB)                     | Fernando Marques (SD)          | PSD / PRB / PSC / SD / PODE / PPS                                                                            | 1 PRB, 1 PPS | Robério Negreiros (PSD) + 1 PODE |
| ES | Renato Casagrande (PSB)                 | Marcos do Val (PPS)            | PSD / PSB / PSDB / DEM / PPS / PCdoB / PV / DC / SD / PP / PTC / PDT / PPL / PRP / PSC / PHS / PROS / Avante | 1 PDT, 1 DEM | Enivaldo dos Anjos (PSD) + 1 PDT, 1 DEM |
| ES | Jacqueline Moraes (PSB)                 | Ricardo Ferraço (PSDB)         | PSD / PSB / PSDB / DEM / PPS / PCdoB / PV / DC / SD / PP / PTC / PDT / PPL / PRP / PSC / PHS / PROS / Avante | 1 PDT, 1 DEM | Enivaldo dos Anjos (PSD) + 1 PDT, 1 DEM |
| GO | José Eliton (PSDB)                      | Vanderlan Cardoso (PP)         | PSD / PSDB / PPS / PSB / PTB / SD / PV / NOVO / REDE / Avante / Patriota                                     | Francisco Júnior (PSD) + 1 PR, 1 SD, 1 PSB, 1 PSDB                                                                             | Lucas Calil (PSD), Wilde Cambão (PSD) + 1 PTB |
| GO | Raquel Teixeira (PSDB)                  | Marconi Perillo (PSDB)         | PSD / PSDB / PPS / PSB / PTB / SD / PV / NOVO / REDE / Avante / Patriota                                     | Francisco Júnior (PSD) + 1 PR, 1 SD, 1 PSB, 1 PSDB                                                                             | Lucas Calil (PSD), Wilde Cambão (PSD) + 1 PTB |
| MA | Roseana Sarney (MDB)                    | Edison Lobão (MDB)             | PSD / MDB / PV / PSC / PRP / PMB                                                                             | Edilázio Júnior (PSD) + 2 MDB                                                                                                  | 3 PV, 2 MDB |
| MA | Ribinha Cunha (PSC)                     | Sarney Filho (PV)              | PSD / MDB / PV / PSC / PRP / PMB                                                                             | Edilázio Júnior (PSD) + 2 MDB                                                                                                  | 3 PV, 2 MDB |
| MG | Antonio Anastasia (PSDB)                | Rodrigo Pacheco (DEM)          | PSD / PSDB / PTB / DEM / SD / PPS / PMN / PSC / PP / PTC / PMB / Patriota                                    | Diego Andrade (PSD), Misael Varella (PSD), Stefano Aguiar (PSD) + 5 PSDB, 2 PP, 1 SD, 1 DEM                                    | Cássio Soares (PSD), Duarte Bechir (PSD), Leandro Genaro (PSD), Wilson Batista (PSD) + 7 PSDB, 1 PPS, 1 DEM, 1 PP |
| MG | Marcos Montes (PSD)                     | Dinis Pinheiro (SD)            | PSD / PSDB / PTB / DEM / SD / PPS / PMN / PSC / PP / PTC / PMB / Patriota                                    | Diego Andrade (PSD), Misael Varella (PSD), Stefano Aguiar (PSD) + 5 PSDB, 2 PP, 1 SD, 1 DEM                                    | Cássio Soares (PSD), Duarte Bechir (PSD), Leandro Genaro (PSD), Wilson Batista (PSD) + 7 PSDB, 1 PPS, 1 DEM, 1 PP |
| MS | Reinaldo Azambuja (PSDB)                | Nelsinho Trad (PTB)            | PSD / PSDB / DEM / PPS / PP / PMB / PSB / PTB / PSL / PROS / PMN / SD / Avante / Patriota                    | Fábio Trad (PSD) + 2 PSDB, 1 DEM                                                                                               | Londres Machado (PSD) + 1 Patriota |
| MS | Murilo Zauith (DEM)                     | Marcelo Miglioli (PSDB)        | PSD / PSDB / DEM / PPS / PP / PMB / PSB / PTB / PSL / PROS / PMN / SD / Avante / Patriota                    | Fábio Trad (PSD) + 2 PSDB, 1 DEM                                                                                               | Londres Machado (PSD) + 1 Patriota |
| MT | Mauro Mendes (DEM)                      | Jayme Campos (DEM)             | PSD / DEM / PDT / PSC / MDB / PMB / PHS / PRP / PTC                                                          | 2 MDB | Nininho (PSD) + 3 MDB, 2 DEM, 2 PSC, 1 PDT |
| MT | Otaviano Pivetta (PDT)                  | Carlos Fávaro (PSD)            | PSD / DEM / PDT / PSC / MDB / PMB / PHS / PRP / PTC                                                          | 2 MDB | Nininho (PSD) + 3 MDB, 2 DEM, 2 PSC, 1 PDT |
| PA | Helder Barbalho (MDB)                   | Jader Barbalho (MDB)           | PSD / MDB / PR / PP / PRB / PSC / PTB / PROS / PODE / PSL / PHS / DC / PMB / PTC / Avante / Patriota         | Éder Mauro (PSD), Joaquim Passarinho (PSD), Júnior Ferrari (PSD) + 2 MDB, 2 PTB, 1 PR, 1 PRB                                   | Gustavo Sefer (PSD), Michele Begot (PSD), Paula Gomes (PSD) + 6 MDB, 1 DC |
| PA | Lúcio Vale (PR)                         | Zequinha Marinho (PSC)         | PSD / MDB / PR / PP / PRB / PSC / PTB / PROS / PODE / PSL / PHS / DC / PMB / PTC / Avante / Patriota         | Éder Mauro (PSD), Joaquim Passarinho (PSD), Júnior Ferrari (PSD) + 2 MDB, 2 PTB, 1 PR, 1 PRB                                   | Gustavo Sefer (PSD), Michele Begot (PSD), Paula Gomes (PSD) + 6 MDB, 1 DC |
| PB | Lucélio Cartaxo (PV)                    | Daniella Ribeiro (PP)          | PSD / PSDB / PP / PSC / PV / SD / DC / PRTB / PHS / PTC / PSL / PPL                                          | 3 PSDB | Manoel Ludgério (PSD) + 3 PSDB, 2 PP, 1 PSC |
| PB | Michele Rodrigues (PSDB)                | Cássio Cunha Lima (PSDB)       | PSD / PSDB / PP / PSC / PV / SD / DC / PRTB / PHS / PTC / PSL / PPL                                          | 3 PSDB | Manoel Ludgério (PSD) + 3 PSDB, 2 PP, 1 PSC |
| PE | Armando Monteiro (PTB)                  | Mendonça Filho (DEM)           | PSD / PTB / PODE / PSDB / DEM / PSC / PR / PPS / PRB / PSL / PHS / DC / PMB                                  | André de Paula (PSD) + 5 PSB, 1 MDB, 1 PCdoB                                                                                   | Joaquim Lira (PSD), Rodrigo Novaes (PSD), Romário Dias (PSD) + 11 PSB, 1 MDB |
| PE | Fred Ferreira (PSC)                     | Bruno Araújo (PSDB)            | PSD / PTB / PODE / PSDB / DEM / PSC / PR / PPS / PRB / PSL / PHS / DC / PMB                                  | André de Paula (PSD) + 5 PSB, 1 MDB, 1 PCdoB                                                                                   | Joaquim Lira (PSD), Rodrigo Novaes (PSD), Romário Dias (PSD) + 11 PSB, 1 MDB |
| PI | Wellington Dias (PT)                    | Ciro Nogueira (PP)             | PSD / PT / MDB / PP / PR / PCdoB / PRTB / PTB / PDT                                                          | Júlio César (PSD) + 2 PT, 2 PP, 1 PR, 1 PDT, 1 MDB                                                                             | Georgiano Neto (PSD) + 6 MDB, 5 PT, 5 PP, 3 PR, 2 PTB, 1 PDT, 1 PRTB |
| PI | Regina Sousa (PT)                       | Marcelo Castro (MDB)           | PSD / PT / MDB / PP / PR / PCdoB / PRTB / PTB / PDT                                                          | Júlio César (PSD) + 2 PT, 2 PP, 1 PR, 1 PDT, 1 MDB                                                                             | Georgiano Neto (PSD) + 6 MDB, 5 PT, 5 PP, 3 PR, 2 PTB, 1 PDT, 1 PRTB |
| PR | Ratinho Júnior (PSD)                    | Oriovisto Guimarães (PODE)     | PSD / PODE / PSC / PR / PPS / PRB / PHS / PV / Avante                                                        | Ney Leprevost (PSD), Sandro Alex (PSD), Sargento Fahur (PSD), Vermelho (PSD) + 3 PR, 1 PSC, 1 PODE, 1 PPS                      | Cobra Repórter (PSD), Delegado Recalcatri (PSD), Francisco Bührer (PSD), Guto Silva (PSD), Marcio Nunes (PSD), Mauro Moraes (PSD) + 4 PSC |
| PR | Darci Piana (PSD)                       | Oriovisto Guimarães (PODE)     | PSD / PODE / PSC / PR / PPS / PRB / PHS / PV / Avante                                                        | Ney Leprevost (PSD), Sandro Alex (PSD), Sargento Fahur (PSD), Vermelho (PSD) + 3 PR, 1 PSC, 1 PODE, 1 PPS                      | Cobra Repórter (PSD), Delegado Recalcatri (PSD), Francisco Bührer (PSD), Guto Silva (PSD), Marcio Nunes (PSD), Mauro Moraes (PSD) + 4 PSC |
| RJ | Indio da Costa (PSD)                    | Arolde de Oliveira (PSD)       | nenhuma | Alexandre Serfiotis (PSD), Flordelis (PSD), Hugo Leal (PSD)                                                                    | Delegado Carlos Augusto (PSD), Jorge Felippe Neto (PSD), Rosane Felix (PSD) |
| RJ | Zaqueu Teixeira (PSD)                   | Arolde de Oliveira (PSD)       | nenhuma | Alexandre Serfiotis (PSD), Flordelis (PSD), Hugo Leal (PSD)                                                                    | Delegado Carlos Augusto (PSD), Jorge Felippe Neto (PSD), Rosane Felix (PSD) |
| RN | Robinson Faria (PSD)                    | Geraldo Melo (PSDB)            | PSD / PSDB/ PTB / PR / PPS / PRB / PMB / PTC / PSB / PRP / PROS / Avante                                     | Fábio Faria (PSD) 1 PTC, 1 PR, 1 PSB                                                                                           | Galeno Torquato (PSD), Vivaldo Costa (PSD) + 5 PSDB, 1 PR, 1 PROS |
| RN | Tião Couto (PRB)                        | Geraldo Melo (PSDB)            | PSD / PSDB/ PTB / PR / PPS / PRB / PMB / PTC / PSB / PRP / PROS / Avante                                     | Fábio Faria (PSD) 1 PTC, 1 PR, 1 PSB                                                                                           | Galeno Torquato (PSD), Vivaldo Costa (PSD) + 5 PSDB, 1 PR, 1 PROS |
| RO | Expedito Júnior (PSDB)                  | Marcos Rogério (DEM)           | PSD / PSDB / DEM / PRB / PR / Patriota                                                                       | Expedito Netto (PSD) + 1 PSDB                                                                                                  | Adailton Fúria (PSD) + 1 PSDB, 1 DEM |
| RO | Maurício de Moraes (PSDB)               | Edésio Fernandes (PRB)         | PSD / PSDB / DEM / PRB / PR / Patriota                                                                       | Expedito Netto (PSD) + 1 PSDB                                                                                                  | Adailton Fúria (PSD) + 1 PSDB, 1 DEM |
| RR | Anchieta Júnior (PSDB)                  | Chico Rodrigues (DEM)          | PSD / PSDB / DEM / MDB / SD / PPS / DC                                                                       | Haroldo Cathedral (PSD) + 1 SD                                                                                                 | ninguém |
| RR | Abel Galinha (DEM)                      | Romero Jucá (MDB)              | PSD / PSDB / DEM / MDB / SD / PPS / DC                                                                       | Haroldo Cathedral (PSD) + 1 SD                                                                                                 | ninguém |
| RS | José Ivo Sartori (MDB)                  | Beto Albuquerque (PSB)         | PSD / MDB / PSC / PR / PSB / PMN / PRP / PTC / Patriota                                                      | Danrlei Hinterholz (PSD) | Gaúcho da Geral (PSD) + 2 PR |
| RS | José Paulo Cairoli (PSD)                | José Fogaça (MDB)              | PSD / MDB / PSC / PR / PSB / PMN / PRP / PTC / Patriota                                                      | Danrlei Hinterholz (PSD) | Gaúcho da Geral (PSD) + 2 PR |
| SC | Gelson Merisio (PSD)                    | Esperidião Amin (PP)           | PSD / DEM / PP / PCdoB / PDT / PRB / PSC / PSB / PV / SD / PODE / PROS / PHS / PRP / PPL                     | Darci de Matos (PSD), Ricardo Guidi (PSD) + 1 PP                                                                               | Ismael dos Santos (PSD), Júlio Garcia (PSD), Kennedy Nunes (PSD), Marlene Fengler (PSD), Milton Hobus (PSD) + 3 PP, 1 PSC |
| SC | João Paulo Kleinübing (DEM)             | Raimundo Colombo (PSD)         | PSD / DEM / PP / PCdoB / PDT / PRB / PSC / PSB / PV / SD / PODE / PROS / PHS / PRP / PPL                     | Darci de Matos (PSD), Ricardo Guidi (PSD) + 1 PP                                                                               | Ismael dos Santos (PSD), Júlio Garcia (PSD), Kennedy Nunes (PSD), Marlene Fengler (PSD), Milton Hobus (PSD) + 3 PP, 1 PSC |
| SE | Belivaldo Chagas (PSD)                  | Rogério Carvalho (PT)          | PSD / PT / PCdoB / MDB / PP / DC / PHS                                                                       | Fábio Mitidieri (PSD) + 1 PP, 1 MDB, 1 PT                                                                                      | Adailton Martins (PSD), Goretti Reis (PSD), Jeferson Andrade (PSD), Maisa Mitidieri (PSD) + 3 MDB, 2 PT |
| SE | Eliane Aquino (PT)                      | Jackson Barreto (MDB)          | PSD / PT / PCdoB / MDB / PP / DC / PHS                                                                       | Fábio Mitidieri (PSD) + 1 PP, 1 MDB, 1 PT                                                                                      | Adailton Martins (PSD), Goretti Reis (PSD), Jeferson Andrade (PSD), Maisa Mitidieri (PSD) + 3 MDB, 2 PT |
| SP | João Dória (PSDB)                       | Mara Gabrilli (PSDB)           | PSD / PSDB / DEM / PRB / PP / PTC                                                                            | Cezinha de Madureira (PSD), Marco Bertaiolli (PSD) + 6 PSDB, 5 DEM, 4 PP                                                       | Alex de Madureira (PSD), Marta Costa (PSD) + 8 PSDB, 7 DEM, 6 PRB, 4 PP |
| SP | Rodrigo Garcia (DEM)                    | Ricardo Tripoli (PSDB)         | PSD / PSDB / DEM / PRB / PP / PTC                                                                            | Cezinha de Madureira (PSD), Marco Bertaiolli (PSD) + 6 PSDB, 5 DEM, 4 PP                                                       | Alex de Madureira (PSD), Marta Costa (PSD) + 8 PSDB, 7 DEM, 6 PRB, 4 PP |
| TO | Márlon Reis (REDE)                      | Irajá Abreu (PSD)              | PSD / REDE / PV / PTB / PCdoB / PT / PDT / PRTB                                                              | 1 PT | 2 PV |
| TO | José Geraldo (PTB)                      | Paulo Mourão (PT)              | PSD / REDE / PV / PTB / PCdoB / PT / PDT / PRTB                                                              | 1 PT | 2 PV |

### Eleições presidenciais
| Ano  | Imagem | Candidato(a) a Presidente | Candidato(a) a Vice-Presidente | Coligação                                                                  | Votos               | Posição | Ref.   |
| ---- | ------ | ------------------------- | ------------------------------ | -------------------------------------------------------------------------- | ------------------- | ------- | ------ |
| 2014 |        | Dilma Rousseff (PT)       | Michel Temer (PMDB)            | Com a Força do Povo (PT, PMDB, PSD, PP, PR, PROS, PDT, PCdoB e PRB)        | 54.501.118 (51,64%) | 1ª      | [ 37 ] |
| 2018 |        | Geraldo Alckmin (PSDB)    | Ana Amélia (PP)                | Para Unir o Brasil (PSDB, PP, PR, PRB, PSD, Solidariedade, DEM, PTB e PPS) | 5.096.350 (4,76%)   | 4ª      | [ 48 ] |